# II liga polska w piłce nożnej
II liga polska w piłce nożnej (do sezonu 2007/08 oficjalnie III liga polska) – trzecia w hierarchii klasa męskich ligowych rozgrywek piłkarskich w Polsce, będąca jednocześnie trzecim szczeblem centralnym (III poziom ligowy). Zmagania w jej ramach toczą się cyklicznie (co sezon) systemem kołowym (mecz i rewanż), a przeznaczone są dla 18 polskich drużyn klubowych. Najlepsze zespoły końcowej tabeli uzyskują awans do I ligi, zaś najsłabsze drużyny relegowane są do III ligi. Od początku zarządzana przez Polski Związek Piłki Nożnej. Od 2002 r. do udziału w jej rozgrywkach zostają dopuszczone wyłącznie kluby, które – po spełnieniu wszelkich niezbędnych kryteriów – otrzymały roczną licencję na występy na tym szczeblu. 
W latach 2021–2023 sponsorem tytularnym ligi były zakłady bukmacherskie eWinner, a od sezonu 2024/25 jest nim Betclic.

## Historia

### Klasy wojewódzkie i mistrzowskie
Podczas 26. Walnego Zgromadzenia PZPN, zorganizowanego 29 czerwca 1945 w Krakowie, podjęto uchwałę ustanawiającą rozgrywki mistrzowskie szczebla regionalnego w trójpoziomowych Klasach wojewódzkich – najwyższej Klasie A, pośredniej Klasie B i najniższej Klasie C. Tym sposobem prowadzono klubową rywalizację w Polsce od pierwszego powojennego sezonu (1946/47) do sezonu 1949/50. W marcu 1951 r. zlikwidowano je, powołując w zamian cztery Wojewódzkie klasy mistrzowskie – najwyższą pierwszą, pośrednie: drugą i trzecią oraz najniższą czwartą.

### Ligi wojewódzkie i międzywojewódzkie
Jednak w międzyczasie przeprowadzono reformę II ligi polskiej, którą w marcu 1953 r. pomniejszono z 40 do 14 drużyn. Spowodowało to konieczność przesunięcia aż 26 zespołów na trzeci poziom ligowy przed rozpoczęciem sezonu 1953, co można uznać za początek formowania III ligi polskiej (wówczas jeszcze bez takiej nazwy). Występujące na tym szczeblu w sumie 93 drużyny podzielono na 8 równorzędnych grup. Sześć z nich (grupy: warszawska, gdańska, poznańska, wrocławska, rzeszowska i łódzka) miało charakter makroregionalny (tzw. Ligi międzywojewódzkie), dwie zaś (grupy: stalinogrodzka, czyli katowicka i krakowska) – z uwagi na ich ówczesny spory piłkarski potencjał – były typowo regionalne (tzw. Ligi wojewódzkie). Po zakończeniu rozgrywek zasadniczych (grupowych) 8 triumfatorów każdej z grup walczyło w dwustopniowych barażach (najpierw 4 dwumecze, później 4-zespołowy turniej finałowy z udziałem ich zwycięzców) o awans do II ligi polskiej. Systemem 8-grupowym wraz z barażami (co roku w innej formule) grano do zakończenia sezonu 1955. Przed rozpoczęciem sezonu 1956 utworzono dwie grupy stalinogrodzkie zamiast jednej (oznaczone jako I A i I B) i dodano grupę szczecińską, baraży nie rozgrywano.

### Próba utworzenia III ligi polskiej
III ligę polską – jako taką – formalnie powołano uchwałą, podjętą 13 lutego 1955, podczas 38. Plenum Sekcji Piłki Nożnej GKKF (organ zastępujący Polski Związek Piłki Nożnej od 4 lutego 1951 do 9 grudnia 1956) w Warszawie. Miały to być rozgrywki typowo makroregionalne (międzywojewódzkie), toczone w 4 grupach. Pierwsze mecze w tej klasie planowano rozegrać w marcu 1956 r., podczas inauguracyjnej kolejki sezonu 1956. Jednak już 10 marca 1955 – czyli niecały miesiąc od podjęcia owej decyzji – Plenum SPN zawiesiło jej wykonanie. Podobno zadecydowały względy finansowe i sprzeciw niektórych zrzeszeń (od 1949 r. do 1956 r. istniały one w miejsce dawnych klubów).

### Liga okręgowa
W 1956 r. uchwalono powstanie Ligi okręgowej – jako trzeciego poziomu ligowego – a drużyny do niej zakwalifikowane podzielono na 15 grup. Po sezonie zasadniczym rozgrywano turnieje barażowe (czasami jednostopniowe, a czasami dwufazowe). Systemem tym grano od sezonu 1957 do zakończenia sezonu 1965/66. W międzyczasie zmieniano liczbę grup regionalnych wraz z ich zasięgiem terytorialnym oraz sposób przeprowadzania barażów.

### Zmiana systemu ligowego
1 grudnia 1959 Plenum PZPN postanowiło – począwszy od sezonu 1961 – zmienić sposób przeprowadzania ligowych rozgrywek niższych szczebli (tj. od trzeciego poziomu ligowego w dół). Reforma była zasadnicza, bowiem polegać miała na zamianie pory roku rozpoczynania i kończenia ligi. Oznaczało to, iż w miejsce – obowiązującego od momentu narodzin polskiego piłkarstwa – systemu "wiosna-jesień" wprowadzono bardziej europejski model "jesień-wiosna". Ostatnie rozgrywki w starym systemie przeprowadzono wiosną 1960 r., gdy to jedna runda ("wiosenna") zastąpiła cały sezon, a wyniki po połowie spotkań uznano za końcowe. Od sezonu 1961 (a formalnie 1960/61) grano już więc – obowiązującym do dzisiaj – systemem "jesień-wiosna". Jego inauguracyjną kolejkę (historyczną dla całej polskiej piłki nożnej) rozegrano 19 sierpnia 1960.

### Faktyczne utworzenie III ligi polskiej
Kolejną próbę powołania III ligi polskiej z prawdziwego zdarzenia podjęto w połowie lat 60. Pierwsze plany owej znaczącej reformy szczebla regionalnego nakreślono w 1964 r. Tym razem przyniosło to efekt, bowiem w grudniu 1965 r. Plenum PZPN uchwaliło, by począwszy od sezonu 1966/67 połączyć poszczególne grupy wojewódzkich lig okręgowych, tworząc tym samym cztery grupy makroregionalne – tzw. Ligi międzywojewódzkie. 26 lutego 1966 zaakceptowano powyższe ustalenia, co można uznać za narodziny III ligi polskiej sensu stricto. Od sierpnia 1966 r. do zakończenia sezonu 1972/73 na trzecim szczeblu ligowym występowały więc w sumie zaledwie 64 drużyny (po 16 w każdej z 4 grup). Rozgrywki kończyły się po fazie zasadniczej (zrezygnowano z barażów, zaś awans do II ligi polskiej uzyskiwali czterej zwycięzcy). Mianem Ligi okręgowej nazywano wówczas rozgrywki czwartego poziomu ligowego. Zgodnie z uchwałą zjazdu PZPN w kwietniu 1971 r. rozgrywki III ligi zostały przemianowane na klasy międzywojewódzkie. Zniesiono je po sezonie 1972/73.

### Lata 1973–2000
W 1973 r. doszło do kolejnej reformy (powiększenia) II ligi polskiej, co odbiło się także na III lidze polskiej. W tymże roku utworzono z powrotem Klasy wojewódzkie (w sumie 20 grup, a od sezonu 1974/75 24 grupy) i grano w nich od sezonu 1973/74 do sezonu 1975/76. W 1976 r. kolejna reforma przyczyniła się do zmniejszenia liczby zespołów do 112 (grających w 8 grupach) od sezonu 1976/77 do sezonu 1979/80. W 1980 r. postanowiono połączyć poszczególne grupy w pary, zmniejszając tym samym ich liczbę o połowę, jednak już w lutym 1982 r. (począwszy od sezonu 1982/83) powrócono do modelu ośmiogrupowego. Grano nim do sezonu 1997/98 włącznie, z jednoroczną przerwą w edycji 1989/90, gdy ponownie utworzono 4 silne grupy makroregionalne.
Do sezonu 1999/2000 rozgrywkami poszczególnych grup III ligi polskiej – w imieniu PZPN – zarządzały wyznaczone Okręgowe Związki Piłki Nożnej, zaś od sezonu 2000/01 – wyznaczone Wojewódzkie Związki Piłki Nożnej.

### Reorganizacja z 2008
W ramach przeprowadzonej przed rozpoczęciem sezonu 2008/09 reorganizacji rozgrywek ligowych w Polsce I ligę przemianowano na ekstraklasę, a II ligę na I ligę. Nowa II liga powstała jako trzeci poziom rozgrywek centralnych, którego wcześniej w Polsce nie było. Zwycięzcy czterech grup III ligi sezonu 2007/08 uzyskali awans do nowej I ligi (dawnej II ligi). Większość nowych II-ligowców stanowiły drużyny z dawnej III ligi. Drużyny z miejsc 2-4 kwalifikowały się automatycznie  do nowej II ligi, drużyny z miejsc 5-8 awansowały do II ligi, bądź pozostawały w nowej III lidze (co w istocie było spadkiem o jeden poziom rozgrywek). Zależało to od liczby spadkowiczów z dawnej II ligi z terenów poszczególnych makroregionów. W istocie do II ligi zakwalifikowano z III ligi wszystkie zespoły z miejsc 5. i 6., 3 zespoły z miejsc 7. i 2 zespoły z miejsc 8. Pozostałe zespoły spadły natomiast do utworzonej wówczas III ligi.
Nową II ligę utworzyło zatem 3 zespoły spadające z dawnej II ligi (przemianowanej na I ligę), 25 zespołów z III ligi oraz 8 zespołów, które z IV ligi, po barażach, awansowały bezpośrednio do nowej II ligi.
W latach 2008–2014 rozgrywki II ligi toczyły się w dwóch – niezależnych od siebie – grupach, po 18 zespołów w każdej (o ile w trakcie sezonu żaden z klubów nie wycofał się lub nie został wykluczony). W sumie na tym szczeblu występowało więc 36 drużyn:
- Grupa zachodnia – kluby z województw: dolnośląskiego, kujawsko-pomorskiego, lubuskiego, opolskiego, pomorskiego, śląskiego, wielkopolskiego i zachodniopomorskiego.
- Grupa wschodnia – kluby z województw: lubelskiego, łódzkiego, małopolskiego, mazowieckiego, podkarpackiego, podlaskiego, świętokrzyskiego i warmińsko-mazurskiego.

Drużyny zajmujące 1. i 2. miejsce w końcowej tabeli swoich grup automatycznie kwalifikowały się do I ligi polskiej pod warunkiem, że nie były  drużyną rezerw klubu grającego w wyższej klasie rozgrywkowej (Ekstraklasie lub I lidze polskiej), otrzymały licencję na grę w I lidze  i nie było  innych podstaw (w tym prawnych), by uniemożliwić im występy w I lidze polskiej. W niektórych sezonach drużyna z 3. miejsca również otrzymywała szansę awansu (poprzez baraż).
Spadały (według wstępnego założenia, które ani razu nie zostało zrealizowane) drużyny z miejsc 17. i 18. Natomiast miejsca 13., 14., 15. i 16. były to ruchome miejsca spadkowe - drużyny z tych miejsc spadały do III ligi w zależności od tego, do której z grup II ligi trafiać mieli spadkowicze z I ligi (których było czterech). Teoretycznie więc z każdej z grup II ligi miało spadać od 2 do 6 zespołów: 2 zespoły na pewno oraz dodatkowo tyle zespołów, ilu spadkowiczów z I ligi trafiało (według podziału geograficznego) do danej grupy. 

### Reorganizacja z 2013
Po przeprowadzonej w 2009 r. reorganizacji na szczeblu centralnym grało w Polsce aż 70 zespołów – 16 w Ekstraklasie, 18 w I lidze i 36 w II lidze. Już pierwsze lata wykazały, że jest to liczba zbyt duża, ponieważ miały miejsce liczne przypadki wycofywania się drużyn grających przede wszystkim na szczeblu II ligi. W wyniku tego ani razu nie zastosowano w pełni zaplanowanych zasad spadku, a z przyczyn sportowych z II ligi spadały tylko nieliczne kluby:
- 2008/09 – Kmita Zabierzów wycofał się w trakcie rozgrywek I ligi w przerwie zimowej, Odra Opole straciła licencję pod koniec rozgrywek I ligi i nie otrzymała jej po spadku na grę w II lidze, Kotwica Kołobrzeg i Górnik Wieliczka wycofały się z II ligi po zakończeniu sezonu, spadające z II ligi Victoria Koronowo i Chemik Police zrezygnowały z zajęcia zwolnionych miejsc, zamiast 8 zespołów z przyczyn sportowych spadły z II ligi 3 drużyny
- 2009/10 – Hetman Zamość wskutek utraty licencji wycofał się z II ligi w przerwie zimowej, po rozgrywkach beniaminek II ligi Spartakus Szarowola zrezygnował z samodzielnej gry i połączył się ze spadającym z I ligi Motorem Lublin, zamiast 8 zespołów spadło z II ligi 6 drużyn
- 2010/11 – GKP Gorzów Wielkopolski wycofał się z I ligi na 8 kolejek przed końcem rozgrywek, Odra Wodzisław Śląski po spadku z I ligi zrezygnowała z gry w II lidze, z II ligi wycofały się Polonia Słubice w przerwie zimowej, Polonia Nowy Tomyśl na 7 kolejek przed końcem rozgrywek, GLKS Nadarzyn i Ruch Wysokie Mazowieckie po zakończeniu rozgrywek, spadający Start Otwock zrezygnował z zajęcia zwolnionego miejsca, z awansu do II ligi zrezygnowały Olimpia Zambrów oraz mający ją zastąpić Huragan Morąg, zamiast 8 zespołów spadła z II ligi 1 drużyna i pozostało jedno wolne miejsce.
- 2011/12 – Ruch Radzionków zrezygnował z gry w I lidze przed rozpoczęciem rozgrywek, z II ligi wycofały się Sokół Sokółka w przerwie zimowej, KSZO Ostrowiec Świętokrzyski po 20 kolejkach przez oddanie trzech walkowerów, a Czarni Żagań po zakończeniu rozgrywek, z awansu do II ligi zrezygnował Start Działdowo, zamiast 8 zespołów spadły z II ligi 3 drużyny
- 2012/13 – z Ekstraklasy wycofana została Polonia Warszawa wskutek utraty licencji, z I ligi po 19 kolejkach wycofał się ŁKS Łódź, z II ligi w przerwie zimowej wycofał się Lech Rypin, po sezonie licencji na grę w II lidze na kolejny rok nie otrzymały Tur Turek, Resovia i Unia Tarnów, zamiast 8 zespołów spadły z II ligi 2 drużyny.

Jako, że w ciągu 5 sezonów wycofało się, utraciło licencję lub zrezygnowało z awansu aż 28 zespołów, w 2013 r. podjęto decyzję o kolejnej reformie, zmniejszającej II ligę do jednej grupy liczącej 18 drużyn. W związku z tym w sezonie 2013/14 zasady awansu do I ligi pozostały niezmienione, natomiast z II do III ligi spadały z obu grup drużyny z miejsc 9–18 (zatem tylko drużyny z miejsc 3–8 zachowywały status). Awans do II ligi przewidziano dla dwóch tylko zespołów – zwycięzcy ośmiu grup III ligi sezonu 2013/14 rozgrywali dwie rundy baraży o awans.
Przy okazji reformy miały miejsce kolejne wycofania się klubów: Kolejarz Stróże nie uzyskał licencji na I ligę, został zdegradowany do II ligi i jednocześnie połączył się ze spadającą z II ligi Limanovią Limanowa (powstały z ich połączenia klub grał w II lidze jako Limanovia), z ubiegania się o licencję na grę w II lidze zrezygnowała Warta Poznań, mająca zająć jej miejsce kolejna w tabeli Polonia Bytom licencji nie otrzymała, ich miejsce zajął więc następny klub – Raków Częstochowa. Rozgrywki rozpoczęto w pełnym składzie 18 zespołów.

### Od sezonu 2014/15
Wraz z połączeniem obu grup II ligi zmieniono również kwestie awansu do I ligi. Od sezonu 2014/15 pierwsze 3 drużyny uzyskiwały bezpośredni awans, natomiast 4. drużyna (poza sezonem 2015/16) grała w barażach o awans z 15. drużyną I ligi. W sezonie 2018/2019 zrezygnowano z rozgrywania baraży, natomiast od sezonu 2019/20 wprowadzono system awansu na wzór rozgrywek m.in. angielskiej Championship – pierwsze dwie drużyny uzyskują automatyczny awans, natomiast 4 kolejne biorą udział w dwustopniowych barażach o ostatnie miejsce. Jedyną różnicą jest brak rozgrywania meczów rewanżowych w barażach. W sezonie 2024/25 wprowadzono baraże o utrzymanie dla drużyn z miejsc 13–14.

## Tabelaryczne zestawienie od 1953 r.
| Sezony              | Liczba okręgów | Liczba grup | Liczba drużyn | Nazewnictwo                     | Awansujący do II ligi           |
| ------------------- | -------------- | ----------- | ------------- | ------------------------------- | ------------------------------- |
| 1953                | –              | 8           | 93            | III liga                        | 2 (po barażach)                 |
| 1954                | –              | 8           | 89            | III liga                        | 4 (po barażach)                 |
| 1955                | –              | 8           | 106           | III liga                        | 3 (po barażach)                 |
| 1956                | –              | 10          | 121           | III liga                        | 10 (zwycięzcy)                  |
| 1957                | 15             | 17          | 190           | III liga okręgowa               | 4 (po barażach)                 |
| 1958                | 16             | 18          | 200           | III liga okręgowa               | 4 (po barażach)                 |
| 1959                | 17             | 18          | 213           | III liga okręgowa               | 4 (po barażach)                 |
| 1960                | 17             | 18          | 204           | III liga okręgowa               | 2 (po barażach)                 |
| 1961                | 18             | 19          |               | III liga okręgowa               | 2 (po barażach)                 |
| 1961-1965/66        | 18             | 19          | 232-248       | III liga okręgowa               | 4 (po barażach)                 |
| 1966/67-1971/72     | –              | 4           | 64-65         | III liga międzywojewódzka       | 4 (zwycięzcy)                   |
| 1972/73             | –              | 4           | 64            | III liga międzywojewódzka       | 19 (miejsca 1-3 + dodatkowe)    |
| 1973/74             | 17             | 21          | 310           | klasa wojewódzka                | 6 (po barażach)                 |
| 1974/75             | 17             | 22          | 308           | klasa wojewódzka                | 6 (po barażach)                 |
| 1975/76             | 17             | 23          | 326           | klasa wojewódzka                | 6 (po barażach)                 |
| 1976/77-1979/1980   | –              | 8           | 112-115       | III liga międzywojewódzka       | 8 (zwycięzcy)                   |
| 1980/81-1981/82     | –              | 4           | 58-59         | III liga międzywojewódzka       | 8 (po dwie z grupy)             |
| 1982/83-1987/88     | –              | 8           | 112-116       | III liga międzywojewódzka       | 8 (zwycięzcy)                   |
| 1988/89             | –              | 8           | 112-116       | III liga międzywojewódzka       | od 1 do 8 (baraże)              |
| 1989/1990           | –              | 4           | 80            | III liga międzywojewódzka       | 4 (zwycięzcy)                   |
| 1990/91             | –              | 9           | 135           | III liga międzywojewódzka       | 20 (różne zasady)               |
| 1991/92             | –              | 9           | 143           | III liga międzywojewódzka       | 8 (zwycięzcy)                   |
| 1992/1993-1997/1998 | –              | 8           | 136-145       | III liga międzywojewódzka       | 8 (zwycięzcy)                   |
| 1998/1999-2007/2008 | –              | 4           | 62-80         | III liga międzywojewódzka       | 4 (zwycięzcy)                   |
| 2008/2009-2013/2014 | –              | 2           | 34-36         | II liga (wschodnia i zachodnia) | II liga (wschodnia i zachodnia) |
| od 2014/2015        | –              | 1           | 18-19         | II liga                         | II liga                         |

Liczba drużyn degradowanych do IV ligi z danej grupy III ligi była zależna od liczby zespołów zdegradowanych do tej grupy z II ligi. Liczba ta mogła się wahać teoretycznie od 0 do 8 (w praktyce najczęściej od 3 do 6), więc dopiero po zakończeniu całego sezonu można ustalić dokładną liczbę spadkowiczów do IV ligi. Z IV ligi do każdej grupy III ligi zawsze awansowały po cztery drużyny (w sumie 16 beniaminków), przy czym jedna "uzupełniała" miejsce po zespole, który awansował do II ligi. Zatem w większości sezonów liczba spadkowiczów z danej grupy wynosiła:
- liczba zespołów zdegradowanych do danej grupy + 2 – w przypadku, gdy drużynie startującej z tej grupy do baraży udawało się zakwalifikować do II ligi,
- liczba zespołów zdegradowanych do danej grupy + 3 – w przypadku, gdy drużynie startującej z tej grupy do baraży nie udawało się zakwalifikować do II ligi.

## Kluby według liczby rozegranych sezonów
Tabela obejmuje 58 sezonów z lat 1953–1956, 1966/67–1972/73 i 1976/77–2024/2025:
| Lp.  | Klub                              | Poprzednie nazwy                     | Liczba sezonów | Sezony |
| ---- | --------------------------------- | ------------------------------------ | -------------- | --- |
| 1.   | Wigry Suwałki                     |                                      | 39             | 1956, 1971/72, 1976/77-95/96, 1997/98-2002/03, 2005/06-13/14, 2020/21-21/22 |
| 2.   | Warta Poznań                      | Stal                                 | 36             | 1953-1955, 1966/67-69/70, 1971/72-72/73, 1976/77, 1979/80-90/91, 1996/97, 1998/99-2006/07, 2013/14, 2016/17-17/18, 2025/26                                                                        |
| 3.   | Olimpia Elbląg                    | Polonia, Polonia Olimpia             | 35+1 wycof.    | 1967/68-72/73, 1977/78-80/81, 1984/85, 1988/89-90/91, 1992/93-96/97 (wycofanie po rundzie jesiennej, wyniki anulowano), 2002/03-03/04, 2006/07-07/08, 2009/10-10/11, 2012/13-13/14, 2016/17-24/25 |
| 4.   | Sandecja Nowy Sącz                | Kolejarz                             | 34             | 1953-1955, 1967/68, 1976/77-80/81, 1982/83-85/86, 1987/88-90/91,1992/93-94/95, 1997/98-2008/09, 2023/24, 2025/26                                                                                  |
| 5.   | Stal Rzeszów                      |                                      | 31             | 1953-1956, 1977/78-79/80, 1982/83-83/84, 1985/86-86/87, 1994/95-97/98, 1999/2000-2000/01, 2002/03-07/08, 2009/10-13/14, 2019/20-21/22                                                             |
| 6.   | Garbarnia Kraków                  |                                      | 30             | 1972/73, 1976/77-94/95, 1996/97-97/98, 2011/12-13/14, 2017/18, 2019/20-22/23 |
| 6.   | Znicz Pruszków                    | Kolejarz                             | 30             | 1953-1956, 1966/67-71/72, 1986/87, 2000/01-06/07, 2010/11-15/16, 2017/18-22/23 |
| 6.   | Błękitni Stargard                 |                                      | 30             | 1966/67, 1977/78, 1979/89-80/81, 1982/83-97/98, 2000/01, 2002/03, 2013/14-20/21 |
| 6.   | GKS Jastrzębie                    | Górnik                               | 30             | 1972/73, 1976/77-78/79, 1980/81-84/85, 1990/91-2001/02, 2004/05-06/07, 2009/10, 2017/18, 2022/23-25/26                                                                                            |
| 10.  | Raków Częstochowa                 |                                      | 29             | 1966/67-72/73, 1976/77-77/78, 1980/81, 1984/85-89/90, 2000/01, 2005/06-16/17 |
| 11.  | Lublinianka Lublin                | OWKS                                 | 28             | 1953, 1955-1956, 1967/68, 1969/70-72/73, 1976/77-81/82, 1983/84, 1986/87-93/94, 1996/97-2000/01                                                                                                   |
| 11.  | Elana Toruń                       | TKP                                  | 28             | 1971/72, 1978/79-79/80, 1982/83-84/85, 1986/87-92/93, 1994/95-95/96, 1999/2000, 2002/03, 2004/05-12/13, 2018/19-19/20                                                                             |
| 13.  | Lechia Zielona Góra               | Lech/Zryw                            | 27             | 1979/80-91/92, 1993/94-94/95, 1999/2000-2010/11 |
| 13.  | Flota Świnoujście                 |                                      | 27             | 1976/77-79/80, 1981/82, 1983/84, 1985/86, 1987/88-2005/06, 2007/08 |
| 15.  | Karpaty Krosno                    | Włókniarz                            | 26             | 1953-1956, 1966/67-69/70, 1971/72, 1976/77-87/88, 1989/90-91/92, 1995/96, 1998/99 |
| 15.  | Metal Kluczbork                   |                                      | 26             | 1966/67-72/73, 1976/77-94/95 |
| 17.  | Wisłoka Dębica                    |                                      | 25             | 1967/68-71/72, 1979/80-86/87, 1988/89-90/91, 1995/96-2001/02, 2006/07-07/08 |
| 17.  | Chrobry Głogów                    |                                      | 25             | 1976/77-80/81, 1982/83-83/84, 1987/88-90/91, 1992/93, 1997/98-2001/02, 2003/04-2007/08, 2011/12-13/14                                                                                             |
| 17.  | Unia Tarnów                       |                                      | 25             | 1955, 1966/67, 1970/71-72/73, 1977/78-79/80, 1981/82-84/85, 1986/87-93/94, 1999/2000-2002/03, 2012/13                                                                                             |
| 17.  | Siarka Tarnobrzeg                 |                                      | 25             | 1972/73, 1979/80-88/89, 1997/98-98/99, 2000/01-03/04, 2012/13-18/19, 2022/23 |
| 17.  | Wisła Puławy                      |                                      | 25             | 1968/69-69/70, 1971/72-72/73, 1977/78, 1982/83-91/92, 2011/12-15/16, 2017/18, 2021/22-24/25 |
| 17.  | Resovia                           | Ogniwo                               | 25             | 1953-1954, 1956, 1966/67-72/73, 1976/77, 1994/95-96/97, 2000/01, 2003/04, 2007/08, 2009/10-2012/13, 2018/19-19/20, 2024/25-25/26                                                                  |
| 23.  | Gwardia Koszalin                  | Granit                               | 24             | 1955, 1969/70-72/73, 1979/80, 1981/82-85/86, 1987/88, 1990/91-92/93, 1994/95-98/99, 2001/02-03/04, 2017/18                                                                                        |
| 23.  | Dozamet Nowa Sól                  | Stal, Polonia, Arka                  | 24             | 1955-1956, 1967/68, 1976/77, 1978/79-84/85, 1987/88-94/95, 1998/99, 2004/05-07/08 |
| 23.  | Granat Skarżysko-Kamienna         | Stal                                 | 24             | 1953-1956, 1968/69, 1976/77-79/80, 1982/83-83/84, 1985/86-97/98 |
| 23.  | Stomil Olsztyn                    | OKS, OKS OZOS, OKS 1945              | 24             | 1970/71, 1972/73, 1976/77-87/88, 1989/90-90/91, 2004/05, 2007/08-11/12, 2022/23-23/24 |
| 23.  | Stal Stalowa Wola                 |                                      | 24             | 1954-1956, 1966/67, 1968/69, 1970/71-72/73, 2001/02, 2003/04-05/06, 2010/11-19/20, 2023/24, 2025/26                                                                                               |
| 28.  | Pelikan Łowicz                    |                                      | 23             | 1990/91-2006/07, 2008/09-13/14 |
| 28.  | Radomiak Radom                    | Włókniarz                            | 23             | 1953-1956, 1969/70, 1972/73, 1976/77, 1989/90-92/93, 1995/96, 2000/01-01/02, 2003/04, 2006/07-07/08, 2012/13-13/14, 2015/16-18/19                                                                 |
| 28.  | Okęcie Warszawa                   | Stal Okęcie                          | 23             | 1953-1956, 1966/67, 1979/80, 1983/84-86/87, 1992/93-2004/05 |
| 28.  | Ursus Warszawa                    | RKS Ursus                            | 23             | 1968/69-72/73, 1977/78, 1981/82-84/85, 1986/87-98/99 |
| 32.  | Chemik Bydgoszcz                  |                                      | 22             | 1976/77-78/79, 1980/81, 1983/84-90/91, 1993/94-2000/01, 2004/05-05/06 |
| 32.  | Stoczniowiec Gdańsk               | Stal, Polonia                        | 22             | 1953-1954, 1966/67-72/73, 1982/83-86/87, 1988/89-94/95, 1996/97 |
| 32.  | Miedź Legnica                     |                                      | 22             | 1977/78-80/81, 1982/83, 1985/86-88/89, 1998/99-2005/06, 2007/08-11/12 |
| 32.  | Wisła Tczew                       |                                      | 22             | 1971/72-72/73, 1976/77-77/78, 1979/80-96/97 |
| 32.  | Polonia Warszawa                  | Kolejarz                             | 22             | 1955-1956, 1966/67-72/73, 1976/77, 1979/80-81/82, 1983/84, 1985/86-90/91, 2016/17, 2022/23 |
| 32.  | Hetman Zamość                     | Unia                                 | 22             | 1955, 1970/71-71/72, 1977/78-78/79, 1982/83-91/92, 2003/04-09/10 |
| 38.  | Polonia Bydgoszcz                 |                                      | 22+1 wycof.    | 1967/68-71/72, 1977/78-91/92, 2001/02-03/04 (wycofanie po rundzie jesiennej, wyniki anulowano) |
| 38.  | KKS 1925 Kalisz                   | Włókniarz, Wistil, KKS               | 22+1 wycof.    | 1977/78-79/80, 1981/82-86/87, 1991/92-93/94, 1995/96-97/98 (wycofanie po 9. kolejce, wyniki anulowano), 2000/01-01/02, 2020/21-25/26                                                              |
| 40.  | CKS Czeladź                       | MCKS                                 | 21             | 1971/72-72/73, 1976/77-79/80, 1985/86-1999/2000 |
| 40.  | Goplania Inowrocław               |                                      | 21             | 1972/73, 1976/77-77/78, 1979/80, 1985/86-2001/02 |
| 40.  | Wawel Kraków                      |                                      | 21             | 1966/67-70/71, 1977/78-79/80, 1981/82-82/83, 1985/86-86/87, 1988/89-95/96, 1999/2000 |
| 40.  | Włókniarz Pabianice               |                                      | 21             | 1953-1956, 1966/67, 1968/69-70/71, 1972/73, 1976/77-78/79, 1980/81-81/82, 1988/89-92/93, 1994/95-95/96                                                                                            |
| 40.  | AKS Niwka Sosnowiec               | Górnik                               | 21             | 1953, 1955-1956, 1970/71, 1976/77-83/84, 1985/86-87/88, 1992/93-97/98 |
| 40.  | Pogoń Siedlce                     |                                      | 21             | 1976/77, 1978/79, 1984/85-86/87, 1988/89, 1991/92-96/97, 2011/12-13/14, 2018/19-23/24 |
| 46.  | Pogoń Barlinek                    | Sparta, Stoczniowiec                 | 20             | 1956, 1968/69-69/70, 1976/77-79/80, 1981/82-93/94 |
| 46.  | Mazur Ełk                         |                                      | 20             | 1955-1956, 1967/68, 1969/70, 1972/73, 1976/77-86/87, 1988/89-90/91, 1993/94 |
| 46.  | Concordia Knurów                  | Górnik                               | 20             | 1953-1956, 1976/77-79/80, 1989/90-98/99, 2000/01-01/02 |
| 46.  | Ostrovia Ostrów Wlkp.             |                                      | 20             | 1956, 1976/77-80/81, 1982/83-89/90, 1991/92-95/96, 2013/14 |
| 46.  | Broń Radom                        | Stal                                 | 20             | 1954-1956, 1966/67-72/73, 1976/77-78/79, 1984/85, 1989/90-94/95 |
| 46.  | Gryf Słupsk                       |                                      | 20             | 1968/69, 1971/72, 1976/77-80/81, 1983/84-91/92, 1993/94-96/97 |
| 46.  | Kotwica Kołobrzeg                 |                                      | 20             | 1976/77, 1994/95-97/98, 1999/00-2008/09, 2014/15-16/17, 2022/23-23/24 |
| 53.  | Glinik Gorlice                    | Górnik Glinik, Górnik                | 19             | 1955-1956, 1976/77-87/88, 1990/91-92/93, 1996/97-97/98 |
| 53.  | Motor Lublin                      | Stal FSC, LKP                        | 19             | 1953, 1956, 1966/67-67/68, 1972/73, 1996/97-97/98, 2002/03-06/07, 2010/11-13/14, 2020/21-22/23 |
| 53.  | Orzeł Łódź                        |                                      | 19             | 1968/69-69/70, 1971/72, 1976/77-77/78, 1981/82-88/89, 1990/91-95/96 |
| 53.  | Mławianka Mława                   | MKS                                  | 19             | 1978/79-79/80, 1982/83, 1984/85-88/89, 1990/91-91/92, 1994/95-95/96, 1998/99-2003/04, 2005/06 |
| 53.  | Stal Sanok                        |                                      | 19             | 1976/77, 1978/79-79/80, 1981/82-82/83, 1984/85, 1986/87, 1988/89, 1990/91-92/93, 1994/95-97/98, 1999/2000-2000/01, 2005/06-06/07                                                                  |
| 53.  | Legia II Warszawa                 |                                      | 19             | 1966/67-69/70, 1984/85, 1987/88-88/89, 1991/92-97/98, 1999/2000-2001/02, 2004/05-05/06 |
| 59.  | Rozwój Katowice                   |                                      | 18             | 1979/80, 1996/97, 1998/99-2007/08, 2012/13-14/15, 2016/17-18/19 |
| 59.  | MK Górnik Katowice                |                                      | 18             | 1985/86-97/98, 1999/00-2003/04 |
| 59.  | Górnik Konin                      | Zagłębie, Aluminium                  | 18             | 1967/68-69/70, 1971/72-72/73, 1978/79, 1981/82-85/86, 1987/88-91/92, 1993/94, 2001/02 |
| 59.  | KSZO 1929 Ostrowiec Św.           | KSZO                                 | 18             | 1967/68-69/70, 1971/72-72/73, 1977/78-79/80, 1983/84-84/85, 1990/91-1994/95, 2007/08-08/09, 2011/12 (wycofanie po 23. kolejce, wyniki pozostawiono)                                               |
| 59.  | Czuwaj Przemyśl                   | Kolejarz                             | 18             | 1953-1956, 1978/79-79/80, 1982/83-85/86, 1987/88, 1991/92-96/97, 1998/99 |
| 59.  | Arkonia Szczecin                  | Gwardia                              | 18             | 1953-1956, 1966/67-67/68, 1970/71-72/73, 1978/79-79/80, 1981/82, 1983/84-85/86, 1988/89, 1990/91-91/92                                                                                            |
| 59.  | Tarnovia Tarnów                   |                                      | 18             | 1956, 1972/73, 1976/77-78/79, 1982/83-85/86, 1987/88-88/89, 1991/92-97/98 |
| 59.  | Hutnik Warszawa                   |                                      | 18             | 1976/77-82/83, 1984/85-85/86, 1987/88-89/90, 1991/92, 1996/97-97/98, 2000/01-02/03 |
| 59.  | Lech II Poznań                    |                                      | 18             | 1978/79, 1983/84-84/85, 1990/91-93/94, 1995/96-97/98, 2004/05-06/07, 2019/20-23/24 |
| 59.  | Hutnik Kraków                     | Stal Huta im. Lenina                 | 18             | 1953-1956, 1978/79, 2000/01, 2002/03-07/08, 2020/21-25/26 |
| 59.  | Unia Skierniewice                 |                                      | 18             | 1979/80-80/81, 1982/83-87/88, 1998/99-2006/07, 2025/26 |
| 70.  | Lubuszanin Drezdenko              |                                      | 17             | 1982/83, 1984/85-88/89, 1990/91-97/98, 1999/2000-2001/02 |
| 70.  | Cracovia                          |                                      | 17             | 1971/72, 1976/77-77/78, 1985/86-90/91, 1992/93-94/95, 1998/99-2002/03 |
| 70.  | Błękitni Kielce                   | Gwardia                              | 17             | 1956, 1966/67-68/69, 1970/71, 1976/77-77/78, 1979/80, 1986/87, 1988/89-90/91, 1995/96-1999/2000                                                                                                   |
| 70.  | Korona Kielce                     | KKP Korona                           | 17             | 1976/77-81/82, 1987/88-89/90, 1993/94-96/97, 2000/01-03/04 |
| 70.  | Celuloza Kostrzyn nad Odrą        |                                      | 17             | 1978/79-81/82, 1984/85-96/97 |
| 70.  | ŁKS 1926 Łomża                    | Start                                | 17             | 1966/67, 1977/78-79/80, 1982/83-84/85, 1988/89, 1991/92-92/93, 1994/95-97/98, 2004/05-05/06, 2008/09                                                                                              |
| 70.  | Odra Opole                        | Odra/Unia                            | 17             | 1984/85, 1986/87, 1988/89-96/97, 2002/03-05/06, 2013/14, 2016/17 |
| 70.  | Concordia Piotrków Trybunalski    | Unia                                 | 17             | 1953-1956, 1967/68, 1969/70-71/72, 1977/78, 1981/82-83/84, 1992/93. 2006/07-09/10 |
| 70.  | KP Chemik Police                  | Pomerania, KP                        | 17             | 1982/83, 1985/86-87/88, 1989/90-90/91, 1993/94-94/95, 1998/99-2002/03, 2005/06-08/09 |
| 70.  | Avia Świdnik                      | Stal                                 | 17             | 1956, 1966/67-72/73, 1980/81, 1983/84, 1985/86, 1989/90-90/91, 1999/2000, 2005/06-07/08 |
| 70.  | GKS Tychy                         |                                      | 17             | 1971/72-72/73, 1983/84-91/92, 1994/95, 2008/09-2011/12, 2015/16 |
| 70.  | Gryf Wejherowo                    |                                      | 17             | 1992/93-97/98, 2000/01-03/04, 2012/13-13/14, 2015/16-19/20 |
| 70.  | Promień Żary                      | Spójnia                              | 17             | 1953-1954, 1966/67-68/69, 1970/71, 1972/73, 1976/77, 1994/95-97/98, 1999/00, 2002/03-05/06 |
| 83.  | Stal Bielsko-Biała                | BKS                                  | 16             | 1970/71-72/73, 1978/79-80/81, 1983/84-88/89, 1990/91-91/92, 1994/95, 1996/97 |
| 83.  | AKS Chorzów                       | Kościuszko, Konstal                  | 16             | 1969/70-72/73, 1976/77-77/78, 1981/82-88/89, 1990/91-91/92 |
| 83.  | Bałtyk Gdynia                     |                                      | 16             | 1956, 1966/67-72/73, 1990/91, 1996/97-97/98, 1999/00-2000/01, 2009/10-11/12 |
| 83.  | Stal Kraśnik                      |                                      | 16             | 1966/67-72/73, 1976/77, 1979/80, 1985/86-88/89, 1991/92, 1994/95, 2001/02 |
| 83.  | Piast Nowa Ruda                   | Górnik                               | 16             | 1955-1956, 1968/69-70/71, 1976/77, 1984/85-85/86, 1989/90-96/97 |
| 83.  | Pogoń Oleśnica                    |                                      | 16             | 1983/84-88/89, 1990/91-93/94, 1995/96-96/97, 1998/99-2001/02 |
| 83.  | Polonia Przemyśl                  | Budowlani                            | 16             | 1953-1956, 1993/94-2004/05 |
| 83.  | Górnik Polkowice                  | KS                                   | 16             | 1988/89, 1990/91-95/96, 1997/98-1999/2000, 2009/10, 2012/13-13/14, 2019/20-20/21, 2022/23 |
| 83.  | Lechia Tomaszów Mazowiecki        | Spójnia, Sparta                      | 16             | 1953-1956, 1972/73, 1978/79-80/81, 1983/84-90/91 |
| 83.  | AZS AWF Warszawa                  | AZS                                  | 16             | 1955-1956, 1967/68-68/69, 1976/77-86/87, 1993/94 |
| 83.  | Ślęza Wrocław                     | Ogniwo, Sparta                       | 16             | 1953,1955-1956, 1966/67-68/69, 1979/80, 1981/82-83/84, 1989/90-90/91, 1996/97-97/98, 2008/09 (po fuzji z Gawinem Królewska Wola), 2009/10                                                         |
| 83.  | Boruta Zgierz                     | MKP                                  | 16             | 1976/77-80/81, 1984/85-87/88, 1989/90-90/91, 1993/94-97/98 |
| 83.  | Chojniczanka Chojnice             |                                      | 16             | 1955-1956, 1977/78-78/79, 1984/85-85/86, 1992/93, 1994/95, 2001/02, 2010/11-12/13, 2020/21-21/22, 2023/24-24/25                                                                                   |
| 96.  | Arka Gdynia                       | Kolejarz, MZKS                       | 15             | 1954-1956, 1968/69, 1984/85, 1987/88, 1989/90-91/92, 1995/96-2000/01 |
| 96.  | Mieszko Gniezno                   |                                      | 15             | 1976/77-82/83, 1988/89, 1990/91-91/92, 2003/04-07/08 |
| 96.  | Start Łódź                        |                                      | 15             | 1956, 1969/70, 1972/73, 1976/77, 1978/79-79/80, 1982/83-83/84, 1986/87-87/88, 1995/96-1999/2000                                                                                                   |
| 96.  | Wisła Płock                       |                                      | 15             | 1970/71, 1972/73, 1976/77-79/80, 1982/83, 1984/85-85/86, 1987/88-90/91, 2010/11, 2012/13 |
| 96.  | Ruch Radzionków                   | Górnik                               | 15             | 1953-1956,1989/90-95/96, 2003/04-05/06, 2009/10 |
| 96.  | Urania Ruda Śląska                |                                      | 15             | 1966/67-68/69, 1977/78-80/81, 1982/83-85/86, 1988/89, 1993/94-95/96 |
| 96.  | Grunwald Ruda Śląska              |                                      | 15             | 1968/69-72/73, 1978/79-79/80, 1984/85-87/88, 1997/98, 2000/01-02/03 |
| 96.  | Pogoń Świebodzin                  |                                      | 15             | 1985/86, 1988/89, 1990/91-91/92, 1995/96-2002/03, 2005/06-07/08 |
| 96.  | Kryształ Stronie Śląskie          |                                      | 15             | 1977/78, 1979/80, 1981/82-87/88, 1992/93-97/98 |
| 96.  | Pafawag Wrocław                   | Stal                                 | 15             | 1953-1956, 1976/77, 1978/79-87/88 |
| 96.  | Górnik Wojkowice                  |                                      | 15             | 1966/67-67/68, 1969/70-72/73, 1976/77-77/78, 1983/84-85/86, 1994/95-97/98 |
| 107. | Włókniarz Białystok               |                                      | 14             | 1966/67-72/73,1976/77- 78/79, 1981/82, 1983/84, 1985/86, 1993/94 |
| 107. | Bielawianka Bielawa               | Bielawianka Błękitni                 | 14             | 1976/77-78/79, 1982/83-83/84, 1990/91-97/98, 2001/02 |
| 107. | AZS AWF Biała Podlaska            | AZS                                  | 14             | 1976/77-79/80, 1982/83,1984/85-86/87, 1990/91-95/96 |
| 107. | Jeziorak Iława                    |                                      | 14             | 1985/86, 1988/89-94/95, 2000/01, 2005/06, 2008/09-11/12 |
| 107. | Calisia Kalisz                    | Gwardia, Start                       | 14             | 1953-1956, 1966/67-67/68, 1969/70-72/73, 1982/83, 2011/12-13/14 |
| 107. | Górnik Łęczna                     |                                      | 14             | 1984/85-87/88, 1989/90-95/96, 2007/08, 2018/19-19/20 |
| 107. | Moto Jelcz Oława                  | MKS                                  | 14             | 1971/72-72/73, 1981/82-82/83, 1986/87-87/88, 1990/91, 1992/93-97/98, 2012/13 |
| 107. | Zelmer Rzeszów                    |                                      | 14             | 1982/83-93/94, 1996/97-97/98 |
| 107. | Star Starachowice                 | Stal                                 | 14             | 1953-1956, 1966/67-69/70, 1981/82, 1984/85-86/87, 1988/89, 2001/02 |
| 107. | MKS Szczytno                      | Podchorążak, Gwardia                 | 14             | 1976/77-80/81, 1982/83-86/87, 1988/89-91/92 |
| 107. | Wda Świecie                       |                                      | 14             | 1976/77-77/78, 1982/83-86/87, 1988/89-91/92, 1993/94-95/96 |
| 107. | Tur Turek                         | MZKS, Włókniarz                      | 14             | 1966/67-68/69, 1976/77, 1982/83, 2002/03-06/07, 2009/10-12/13 |
| 119. | Brda Bydgoszcz                    | Kolejarz                             | 13             | 1953-56, 1979/80, 1987/88-88/89, 1990/91-92/93, 1995/96-97/98 |
| 119. | Carbo Gliwice                     |                                      | 13             | 1984/85-91/92, 1995/96-97/98, 2002/03-03/04 |
| 119. | GEDANIA Gdańsk                    | Kolejarz                             | 13             | 1953-1956, 1977/78-80/81, 1983/84-84/85, 1987/88, 1994/95-95/96 |
| 119. | Victoria Jaworzno                 | GKS                                  | 13             | 1968/69-72/73, 1976/77-78/79, 1982/83, 1985/86, 1993/94, 1996/97-97/98 |
| 119. | LEGIONOVIA Legionowo              |                                      | 13             | 1995/96-97/98, 2001/02-04/05, 2013/14-17/18, 2019/20 |
| 119. | WARMIA Olsztyn                    | Kolejarz                             | 13             | 1953-1956, 1967/68, 1969/70-70/71, 1979/80, 1992/93-96/97 |
| 119. | Narew Ostrołęka                   |                                      | 13             | 1976/77-78/79, 1981/82-82/83, 1985/86-87/88, 1990/91-94/95 |
| 119. | UNIA Oświęcim                     |                                      | 13             | 1953-1954, 1956, 1966/67-67/68, 1969/70-70/71, 1976/77, 1978/79, 1983/84, 1991/92-93/94 |
| 119. | PIOTRCOVIA Piotrków Trybunalski   |                                      | 13             | 1976/77-78/79, 1991/92-97/98, 1999/2000-2001/02 |
| 119. | GWARDIA Warszawa                  |                                      | 13             | 1992/93-2004/05 |
| 119. | WKS Wieluń                        | Start, Cosma, WKS Marko              | 13             | 1984/85, 1986/87-88/89, 1991/92, 1993/94-2000/01 |
| 119. | Bug Wyszków                       |                                      | 13             | 1983/84-84/85, 1986/87-92/93, 1994/95-97/98 |
| 119. | Pogoń Zduńska Wola                | Włókniarz                            | 13             | 1956, 1976/77-79/80, 1982/83-83/84, 1988/89, 1994/95-97/98, 2003/04 |
| 119. | Zagłębie Sosnowiec                |                                      | 13             | 1998/99-1999/2000, 2002/03-03/04, 2008/09-14/15, 2024/25-25/26 |
| 133. | Stal Nowa Dęba                    |                                      | 13+1 wycof.    | 1976/77-83/84, 1985/86-88/89, 1994/95-95/96 (wycofanie po rundzie jesiennej, wyniki anulowane) |
| 133. | Kujawiak Włocławek                | Sparta                               | 13+1 wycof.    | 1955-1956, 1969/70-71/72, 1982/83, 1986/87, 1992/93-93/94, 1995/96-97/98 (wycofanie po 3 kolejce, wyniki anulowane),2003/04,2007/08                                                               |
| 135. | Izolator Boguchwała               |                                      | 12             | 1983/84-88/89, 1991/92-92/93, 1994/95-97/98 |
| 135. | Piast Gliwice                     | Stal, Bumar-Piast                    | 12             | 1953-1956, 1966/67-67/68, 1969/70, 1989/90-91/92, 2001/02-02/03 |
| 135. | Stal Gorzyce                      | Tłoki, Tłoki-Stal                    | 12             | 1990/91-99/00, 2004/05-05/06 |
| 135. | Walka Makoszowy                   |                                      | 12             | 1972/73, 1977/78-79/80, 1983/84-85/86, 2003/04-07/08 |
| 135. | Obra Kościan                      |                                      | 12             | 1978/79, 1994/95, 1996/97-2005/06 |
| 135. | Kaszubia Kościerzyna              |                                      | 12             | 1995/96-2001/02, 2003/04-07/08 |
| 135. | Polonia Słubice                   |                                      | 12             | 1996/97-1999/2000, 2003/04-10/11 |
| 135. | Odra Wodzisław Śląski             | Górnik, GKS                          | 12             | 1966/67-72/73, 1976/77, 1978/79-81/82 |
| 135. | Sparta Zabrze                     | MGKS Mikulczyce                      | 12             | 1967/68-71/72, 1977/78-80/81, 1982/83-84/85 |
| 144. | Hetman Białystok                  | Gwardia                              | 12+1 wycof.    | 1953-55, 1978/79, 1980/81 (wycofanie po 22. kolejce, wyniki utrzymane), 1984/85-86/87 ,1989/90 (wycofanie po jesieni, wyniki anulowane), 1995/96-97/98, 2001/02                                   |
| 145. | Górnik Wieliczka                  |                                      | 11             | 1998/99-2008/09 |
| 145. | Kuźnia Jawor                      |                                      | 11             | 1981/82, 1983/84, 1986/87-94/95 |
| 145. | MG MZKS Kozienice                 | MKS                                  | 11             | 1995/96-97/98, 1999/2000-2006/07 |
| 145. | Mień Lipno                        | Budowlani                            | 11             | 1983/84, 1990/91-91/92, 1993/94-2000/01 |
| 145. | Pogoń Leżajsk                     |                                      | 11             | 1992/93-1999/2000, 2001/02, 2004/05-05/06 |
| 145. | Świt Nowy Dwór Mazowiecki         | Nowakowski                           | 11             | 1992/93-94/95, 1998/99, 2006/07-07/08, 2009/10-13/14 |
| 145. | Lechia Piechowice                 |                                      | 11             | 1976/77-86/87 |
| 145. | Orlęta Reszel                     |                                      | 11             | 1984/85-87/88, 1990/91-95/96, 1997/98 |
| 145. | POLONIA Świdnica                  | Stal                                 | 11             | 1954-1956, 1966/67, 1991/92-97/98 |
| 145. | POMORZANIN Toruń                  | Kolejarz                             | 11             | 1953-1956, 1967/68-68/69, 1977/78, 1979/80-80/81, 1984/85, 1992/93 |
| 145. | Pilica Tomaszów Mazowiecki        |                                      | 11             | 1979/80, 1985/86, 1987/88-95/96 |
| 145. | Skra Częstochowa                  | Ogniwo                               | 11             | 1953-1956, 1983/84, 1986/87, 2018/19-20/21, 2023/24 |
| 157. | KS STILON Gorzów Wlkp.            | Unia, GKP                            | 11+1 wycof.    | 1954, 1966/67, 1968/69, 1976/77 (po rozegraniu 5 kolejek karna degredacja), 1977/78, 1985/86, 1997/98-2000/01, 2006/07-07/08                                                                      |
| 158. | OKOCIMSKI KS Brzesko              |                                      | 10             | 1991/92-92/93, 2006/07-11/12, 2014/15-15/16 |
| 158. | Energetyk Gryfino                 |                                      | 10             | 1984/85-87/88, 1990/91-94/95, 1998/99 |
| 158. | LKS Jankowy                       |                                      | 10             | 1990/91-1999/2000 |
| 158. | JKS 1909 Jarosław                 | Spójnia                              | 10             | 1953-1956, 1977/78-78/79, 1991/92-93/94, 1997/98 |
| 158. | Chemik Kędzierzyn-Koźle           | Unia                                 | 10             | 1953-1956, 1976/77, 1978/79, 1984/85-85/86, 1987/88, 1991/92 |
| 158. | Pogoń Lębork                      | Kolejarz                             | 10             | 1955, 1979/80, 1992/93-1999/2000 |
| 158. | Orlęta Łuków                      |                                      | 10             | 1985/86, 1990/91-98/99 |
| 158. | Dalin Myślenice                   |                                      | 10             | 1984/85, 1987/88, 1993/94-2000/01 |
| 158. | Sokół Ostróda                     | Kolejarz                             | 10             | 1955, 1982/83-85/86, 1987/88-88/89, 1991/92, 2020/21-21/22 |
| 158. | MKS Piaseczno                     | Kolejarz, Ruch, Elektronik, Polkolor | 10             | 1955-1956, 1985/86, 1988/89-93/94, 1996/97 |
| 158. | Amica II Wronki                   |                                      | 10             | 1996/97-2005/06 |
| 158. | Olimpia Zambrów                   | ZKS                                  | 10             | 1982/83, 1990/91-92/93, 1994/95, 1996/97-97/98, 2013/14, 2015/16-16/17 |
| 158. | Olimpia Grudziądz                 | Sparta                               | 10             | 1956, 1995/96, 1997/98, 2009/10-10/11, 2018/19, 2020/21, 2023/24-25/26 |
| 158. | Śląsk II Wrocław                  |                                      | 10             | 1977/78, 1982/83-83/84, 1985/86-86/87, 1991/92, 2020/21-22/23, 2025/26 |
| 172. | Stal Szczecin                     | Stal Stocznia, Stal Telgom, Odra     | 10+1 wycof.    | 1956, 1972/73, 1976/77-78/79, 1986/87, 1988/89, 1995/96-97/98, 2000/01 (wycofanie po 3 kolejce po 3 walkowerach, wyniki anulowane)                                                                |
| 172. | GKS Bełchatów                     |                                      | 10+1 wycof.    | 1982/83-86/87, 1989/90-90/91, 2016/17-18/19, 2021/22 (wycofanie po 22. kolejce) |
| 174. | Beskid Andrychów                  | Włókniarz                            | 9              | 1953-56, 1977/78-79/80, 1986/87, 1988/89 |
| 174. | Orzeł Biały Wałcz                 |                                      | 9              | 1987/88-88/89, 1990/91-96/97 |
| 174. | Lechia Gdańsk                     |                                      | 9              | 1967/68-71/72, 1982/83, 1995/96, 1997/98, 2004/05 |
| 174. | Unia Janikowo                     |                                      | 9              | 2000/01-05/06, 2007/08-09/10 |
| 174. | Czarni 1910 Jasło                 | MZKS                                 | 9              | 1976/77-77/78, 1979/80, 1982/83, 1984/85, 1990/91-93/94 |
| 174. | Karkonosze Jelenia Góra           | MZKS, Progres, Kembud                | 9              | 1976/77-79/80, 1982/83, 1994/95-96/97, 1999/00 |
| 174. | Czarni Żagań                      |                                      | 9              | 1984/85-85/86, 1991/92, 2000/01-01/02, 2008/09-11/12 |
| 174. | KKS Kluczbork                     | Kolejarz                             | 9              | 1953, 1955-1956, 1976/77, 1983/84-84/85, 1986/87-88/89 |
| 174. | Polonia Leszno                    | Kolejarz                             | 9              | 1954, 1956, 1976/77-77/78, 1981/82-84/85, 1987/88 |
| 174. | Stal II Mielec                    |                                      | 9              | 1979/80, 1982/83-84/85, 1987/88-88/89, 1990/91-92/93 |
| 174. | Pogoń Prudnik                     | Włókniarz                            | 9              | 1953-1956, 1967/68-70/71, 1978/79 |
| 174. | Górnik Pszów                      |                                      | 9              | 1987/88, 1989/90-90/91, 1993/94-98/99 |
| 174. | ROW Rybnik                        |                                      | 9              | 1966/67, 1983/84-90/91 |
| 174. | Unia Racibórz                     |                                      | 9              | 1954-1956, 1971/72-72/73, 1976/77-79/80 |
| 174. | Czarni Słupsk                     |                                      | 9              | 1976/77-80/81, 1982/83-83/84, 1985/86, 1987/88 |
| 174. | Pogoń II Szczecin                 |                                      | 9              | 1969/70, 1978/79-79/80, 1990/91-91/92, 1993/94-95/96, 2004/05 |
| 174. | Polonez Warszawa                  | Stal FSO                             | 9              | 1978/79, 1980/81-87/88 |
| 174. | Orzeł Wierzbica                   |                                      | 9              | 1977/78-80/81, 1982/83-85/86, 1987/88 |
| 174. | Polonia Bytom                     |                                      | 9              | 2001/02-04/05, 2013/14, 2015/16-16/17, 2023/24-24/25 |
| 193. | Włókniarz Łódź                    |                                      | 9+1 wycof.     | 1966/67-68/69, 1970/71-72/73, 1976/77-79/80 (wycofanie po jesieni wyniki anulowane) |
| 194. | Jagiellonia Białystok             |                                      | 8              | 1978/79-79/80, 1981/82-82/83, 1996/97-97/98, 2000/01, 2002/03 |
| 194. | Łada Biłgoraj                     |                                      | 8              | 1988/89, 1995/96-97/98, 2000/01-02/03, 2007/08 |
| 194. | Portowiec Gdańsk                  | MRKS                                 | 8              | 1970/71, 1976/77-78/79, 1980/81, 1982/83-83/84, 1985/86 |
| 194. | Jarota Jarocin                    |                                      | 8              | 2006/07-13/14 |
| 194. | Kabel Kraków                      | Stal Kabel                           | 8              | 1955-1956, 1992/93-97/98 |
| 194. | Wisła II Kraków                   |                                      | 8              | 1966/67, 1982/83, 1993/94, 1997/98, 2003/04-06/07 |
| 194. | Górnik 09 Mysłowice               |                                      | 8              | 1956, 1980/81-84/85, 1987/88-88/89 |
| 194. | Małapanew Ozimek                  | Stal                                 | 8              | 1955, 1972/73, 1980/81-83/84, 1988/89-89/90 |
| 194. | Polna Przemyśl                    |                                      | 8              | 1976/77-79/80, 1981/82-83/84, 1985/86 |
| 194. | Stal Poniatowa                    |                                      | 8              | 1972/73, 1976/77-77/78, 1983/84-85/86, 1987/88, 2008/09 |
| 194. | Górnik Radlin                     |                                      | 8              | 1966/67-72/73, 1988/89 |
| 194. | Rymer Rybnik                      | Rymer, MKS Niedobczyce               | 8              | 1991/92-98/99 |
| 194. | Darzbór Szczecinek                | Spójnia-Darzbór                      | 8              | 1954-1956, 1966/67-67/68, 1970/71, 1976/77, 1993/94 |
| 194. | Wierzyca Starogard Gdański        |                                      | 8              | 1984/85, 1988/89, 1990/91-94/95, 1997/98 |
| 194. | Górnik Siersza                    |                                      | 8              | 1968/69, 1988/89, 1990/91-95/96 |
| 194. | Victoria Wałbrzych                |                                      | 8              | 1966/67, 1978/79, 1983/84-88/89 |
| 194. | Ruch Wysokie Mazowieckie          |                                      | 8              | 2003/04-10/11 |
| 194. | Orzeł Ząbkowice Śląskie           |                                      | 8              | 1955-1956, 1992/93, 1994/95-97/98, 2007/08 |
| 212. | GÓRNIK Wałbrzych                  |                                      | 8+1 wycof.     | 1970/71, 1992/93 (wycofanie po jesieni, wyniki anulowano), 1999/00-2000/01, 2010/11-14/15 |
| 212. | ZASTAL Zielona Góra               | Stal                                 | 8+1 wycof.     | 1953-1954 (wycofanie po 18 kolejkach, wyniki anulowane), 1956, 1969/70, 1971/72-72/73, 1976/77-78/79                                                                                              |
| 212. | Piast Iłowa                       |                                      | 8+1 wycof.     | 1982/83-83/84, 1987/88 (po 5 kolejkach karnie zdegradowany, wyniki anulowano), 1990/91-94/95, 1996/97                                                                                             |
| 213. | Włókniarz Aleksandrów Łódzki      |                                      | 7              | 1987/88 – 93/94 |
| 213. | Zatoka Braniewo                   |                                      | 7              | 1983/84, 1986/87, 1996/97-2000/01 |
| 213. | Stal Brzeg                        |                                      | 7              | 1970/71-72/73, 1976/77-79/80 |
| 213. | Wyzwolenie Chorzów                |                                      | 7              | 1966/67-72/73 |
| 213. | Chełmianka Chełm                  |                                      | 7              | 1976/77-77/78, 1982/83-83/84, 1986/87-88/89 |
| 213. | Polonia Chodzież                  |                                      | 7              | 1991/92-97/98 |
| 213. | Lechia Dzierżoniów                |                                      | 7              | 1986/87, 1988/89, 1990/91-91/92, 1995/96-97/98 |
| 213. | Flota Gdynia                      |                                      | 7              | 1953, 1966/67-70/71, 1972/73 |
| 213. | Ina Goleniów                      | Kolejarz                             | 7              | 1953, 1955, 1990/91-91/92, 1993/94-95/96 |
| 213. | MKS Kluczbork                     |                                      | 7              | 2007/08-08/09, 2011/12-14/15, 2017/18 |
| 213. | POLONIA Piła                      |                                      | 7              | 1977/78-82/83, 1992/93 |
| 213. | ROW 1964 Rybnik                   | Energetyk ROW                        | 7              | 2011/12-12/13, 2014/15-18/19 |
| 213. | TOMASOVIA Tomaszów Lubelski       |                                      | 7              | 1976/77, 1978/79, 1991/92, 1993/94, 1997/98, 1999/00, 2003/04 |
| 213. | Jantar Ustka                      | Korab                                | 7              | 1983/84, 1986/87-88/89, 1991/92-92/93, 1997/98 |
| 213. | Polar Wrocław                     |                                      | 7              | 1984/85, 1986/87, 1988/89, 1997/98-98/99, 2004/05-05/06 |
| 213. | Ząbkovia Ząbki                    | Dolcan                               | 7              | 1995/96, 1997/98-1999/2000, 2001/02, 2005/06, 2007/08 |
| 231. | Bucovia Bukowa                    |                                      | 7+1 wycof.     | 1990/91-97/98 (wycofanie po jesieni; wyniki anulowane) |
| 232. | BKS Bydgoszcz                     | Budowlani                            | 6              | 1966/67-67/68, 1970/71, 1976/77, 1978/79-79/80 |
| 232. | ZAWISZA Bydgoszcz                 |                                      | 6              | 1982/83-83/84, 2000/01,2008/09-10/11 |
| 232. | Bytovia Bytów                     |                                      | 6              | 1994/95, 2011/12-13/14, 2019/20-20/21 |
| 232. | Sparta Brodnica                   |                                      | 6              | 1994/95, 1998/99-2002/03 |
| 232. | Stal Chocianów                    |                                      | 6              | 1984/85, 1987/88-88/89, 1990/91, 1992/93, 1994/95 |
| 232. | Dąb Dębno                         |                                      | 6              | 1967/68, 1970/71, 1976/77, 1979/80, 1992/93-93/94 |
| 232. | Mazowsze Grójec                   |                                      | 6              | 2002/03-07/08 |
| 232. | Stal Głowno                       |                                      | 6              | 2002/03-07/08 |
| 232. | Warmia Grajewo                    |                                      | 6              | 1976/77, 2002/03-04/05, 2006/07-07/08 |
| 232. | Górnik Jaworzno                   |                                      | 6              | 1966/67-71/72 |
| 232. | Rodło Kwidzyn                     |                                      | 6              | 1992/93-93/94, 1995/96, 1997/98, 2006/07-07/08 |
| 232. | Astra Krotoszyn                   |                                      | 6              | 1996/97-2001/02 |
| 232. | MKS Kańczuga                      | Kamax                                | 6              | 1992/93-97/98 |
| 232. | Luboński KS                       | Sparta                               | 6              | 1956, 1993/94-97/98 |
| 232. | Widzew Łódź                       | Włókniarz-Widzew                     | 6              | 1953-1954, 1970/71-71/72, 2018/19-19/20 |
| 232. | Stal Mielec                       |                                      | 6              | 1955, 1967/68-68/69, 2013/14-15/16 |
| 232. | Puszcza Niepołomice               |                                      | 6              | 2010/11-12/13, 2014/15-16/17 |
| 232. | Gwardia Olsztyn                   |                                      | 6              | 1953-1954, 1956, 1966/67, 1968/69, 1971/72 |
| 232. | Olimpia Poznań                    | Gwardia                              | 6              | 1953-1956, 1971/72-72/73 |
| 232. | Polonia Poznań                    | Stal-Pomet                           | 6              | 1956, 1966/67, 1968/69-69/70, 1972/73, 1976/77-77/78 |
| 232. | Rawia Rawicz                      | MZKS                                 | 6              | 1993/94-98/99 |
| 232. | Mazovia Rawa Mazowiecka           |                                      | 6              | 1987/88, 1990/91-94/95 |
| 232. | Wielim Szczecinek                 |                                      | 6              | 1976/77-77/78, 1982/83, 1984/85-86/87 |
| 232. | Górnik Świętochłowice             | GKS                                  | 6              | 1956, 1968/69-72/73 |
| 232. | Sparta Szamotuły                  |                                      | 6              | 1976/77-78/79, 1985/86, 1987/88-88/89 |
| 232. | Pogoń Staszów                     |                                      | 6              | 1978/79, 2000/01-04/05 |
| 232. | Lubuszanin Trzcianka              |                                      | 6              | 1985/86-87/88, 1990/91-92/93 |
| 232. | Świt Skolwin (Szczecin)           |                                      | 6              | 1976/77-79/80, 2024/25-25/26 |
| 260. | Śniardwy Orzysz                   |                                      | 6+1 wycof.     | 1976/77, 1979/80, 1981/82-83/84, 1987/88-88/89 (wycofanie po jesieni, wyniki anulowane) |
| 260. | Włocłavia Włocławek               | Stal, Włocławianka, Wisła            | 6+1 wycof.     | 1982/83-83/84, 1985/86, 1991/92-92/93, 1995/96-96/97 (wycofała się po rundzie jesiennej, wyniki anulowane, fuzja z Jagiellonią Tuszyn)                                                            |
| 262. | Włókniarz Bielsko-Biała           | Ogniwo, Sparta, BBTS                 | 5              | 1954-1956, 1979/80, 1992/93 |
| 262. | Bzura Chodaków                    | Unia                                 | 5              | 1953-1956, 1984/85 |
| 262. | Granica Chełm                     |                                      | 5              | 1992/93-96/97 |
| 262. | Darłovia Darłowo                  | MZKS                                 | 5              | 1988/89, 1990/91-92/93, 1997/98 |
| 262. | Warta Gorzów Wlkp.                | Kolejarz                             | 5              | 1953-1954, 1956, 1990/91-91/92 |
| 262. | Stomil Grudziądz                  | Ruch                                 | 5              | 1976/77, 1988/89, 1991/92-93/94 |
| 262. | Cuiavia Inowrocław                | Unia                                 | 5              | 1953-1954, 1978/79-79/80, 1990/91 |
| 262. | Prokocim Kraków                   | Kolejarz Prokocim                    | 5              | 1954-1956, 1976/77, 1979/80 |
| 262. | Otmęt Krapkowice                  | Włókniarz Otmęt                      | 5              | 1956, 1966/67-69/70 |
| 262. | Unia Krapkowice                   |                                      | 5              | 1991/92-92/93, 1994/95-96/97 |
| 262. | Stal Kutno                        |                                      | 5              | 1977/78, 1982/83, 1988/89-90/91 |
| 262. | Świt Krzeszowice                  |                                      | 5              | 1990/91-91/92, 1995/96-96/97, 2001/02 |
| 262. | ZAGŁĘBIE Lubin                    |                                      | 5              | 1976/77-77/78, 1979/80-81/82 |
| 262. | ŁTS Łabędy (Gliwice)              |                                      | 5              | 1978/79-82/83 |
| 262. | MZKS Nysa                         |                                      | 5              | 1967/68-69/70, 1971/72-72/73 |
| 262. | GRUNWALD Poznań                   |                                      | 5              | 1976/77-78/79, 1982/83, 1984/85 |
| 262. | Pomezania Malbork                 |                                      | 5              | 1991/92-93/94, 1997/98, 1999/2000 |
| 262. | Unia Nowa Sarzyna                 |                                      | 5              | 1983/84-84/85, 1986/87-87/88, 1996/97 |
| 262. | Stoczniowiec Płock                |                                      | 5              | 1986/87-88/89, 1991/92-92/93 |
| 262. | Motor Praszka                     |                                      | 5              | 1978/79, 1984/85-86/87, 1988/89 |
| 262. | Proszowianka Proszowice           |                                      | 5              | 1999/2000-2003/04 |
| 262. | CZARNI Radom                      |                                      | 5              | 1976/77, 1978/79-79/80, 1985/86, 1988/89 |
| 262. | Naprzód Rydułtowy                 |                                      | 5              | 1986/87-90/91 |
| 262. | Pogoń Szczecin                    | Kolejarz                             | 5              | 1953-1956, 2008/09 |
| 262. | Victoria Świebodzice              | Stal                                 | 5              | 1953-1955, 1989/90-90/91 |
| 262. | Warta Sieradz                     |                                      | 5              | 1979/80, 1985/86, 1992/93-94/95 |
| 262. | Łucznik Strzelce Krajeńskie       |                                      | 5              | 1985/86-86/87, 1988/89, 1990/91-91/92 |
| 262. | Kolejarz Stróże                   |                                      | 5              | 2005/06-09/10 |
| 262. | POLONIA II Warszawa               |                                      | 5              | 1998/99-2002/03 |
| 262. | ŚLĄSK Wrocław                     | OWKS, CWKS                           | 5              | 1953, 1955-1956, 2003/04-04/05 |
| 262. | SHR Wojcieszyce                   |                                      | 5              | 1983/84, 1986/87-89/90 |
| 262. | KS Wasilków                       | KP, MZKS                             | 5              | 1991/92-95/96 |
| 262. | NIELBA Wągrowiec                  |                                      | 5              | 2007/08-11/12 |
| 262. | Koszarawa Żywiec                  | Stal                                 | 5              | 1953-1956, 2007/08 |
| 262. | Żyrardowianka Żyrardów            |                                      | 5              | 1971/72, 1976/77, 1978/79, 1982/83, 1985/86 |
| 262. | ŁKS II Łódź                       |                                      | 5              | 1966/67, 1977/78, 2023/24-25/26 |
| 298. | Sokół Sokółka                     |                                      | 5+1 wycof.     | 1970/71, 1982/83-84/85, 2010/11-11/12 (wycofanie po 16 kolejce,anulowane wyniki) |
| 299. | Andaluzja Brzozowice-Kamień       | Górnik                               | 4              | 1953-54, 1991/92-92/93 |
| 299. | BKS Bolesławiec                   |                                      | 4              | 1970/71-71/72, 1991/92, 1997/98 |
| 299. | Podlasie Biała Podlaska           | AZS Podlasie                         | 4              | 1986/87, 1996/97-98/99 |
| 299. | KP Brzeg Dolny                    | Rokita                               | 4              | 1994/95-97/98 |
| 299. | KS Chełmek                        | Włókniarz                            | 4              | 1953-1956 |
| 299. | Legia Chełmża                     |                                      | 4              | 1993/94-96/97 |
| 299. | Odra Chojna                       |                                      | 4              | 1986/87, 1990/91-91/92, 2004/05 |
| 299. | Zdrój Ciechocinek                 |                                      | 4              | 1984/85, 2005/06-07/08 |
| 299. | Igloopol Dębica                   |                                      | 4              | 1980/81, 1982/83, 1993/94-94/95 |
| 299. | WYBRZEŻE Gdańsk                   | Gwardia                              | 4              | 1953-1956 |
| 299. | STELLA Gniezno                    | Spójnia, Sparta                      | 4              | 1953-1956 |
| 299. | Pomowiec Gronowo Elbląskie        |                                      | 4              | 1976/77-78/79, 1982/83 |
| 299. | Kania Gostyń                      |                                      | 4              | 1983/84, 1995/96, 2005/06-06/07 |
| 299. | Skalnik Gracze                    |                                      | 4              | 2002/03, 2005/06-07/08 |
| 299. | Podlesianka Katowice              |                                      | 4              | 1953-1956 |
| 299. | Bieżanowianka Kraków              | Sparta, Spójnia                      | 4              | 1953-1956 |
| 299. | Dąbski Kraków                     | Spójnja KZPS, Sparta Dąbski          | 4              | 1953-1956 |
| 299. | KS Borek (Kraków)                 | Unia Borek                           | 4              | 1953-1955, 1976/77 |
| 299. | Prosna Kalisz                     | Sparta                               | 4              | 1955-1956, 1983/84-84/85 |
| 299. | MKS Kutno                         |                                      | 4              | 1994/95-97/98 |
| 299. | Włókniarz Kietrz                  |                                      | 4              | 1997/98-98/99, 2002/03-03/04 |
| 299. | MKS Lędziny                       | Górnik                               | 4              | 1994/95-97/98 |
| 299. | Lewart Lubartów                   |                                      | 4              | 2000/01-02/03, 2004/05 |
| 299. | Kolejarz Łódź                     |                                      | 4              | 1953-1956 |
| 299. | Orzeł Międzyrzecz                 |                                      | 4              | 1966/67-67/68, 1990/91-91/92 |
| 299. | Wierna Małogoszcz                 |                                      | 4              | 2004/05-07/08 |
| 299. | Polonia Nowy Tomyśl               |                                      | 4              | 1993/94-95/96, 2010/11 |
| 299. | Stal Niewiadów                    |                                      | 4              | 1977/78-80/81 |
| 299. | Drwęca Nowe Miasto Lubawskie      | Finishparkiet                        | 4              | 2003/04-04/05, 2006/07-07/08 (wycofała się po rundzie jesiennej, wyniki pozostawiono) |
| 299. | Fadom Nowogród Bobrzański         |                                      | 4              | 1982/83-84/85, 1986/87 |
| 299. | Budowlani Poznań                  |                                      | 4              | 1953-1956 |
| 299. | Olimpia II Poznań                 |                                      | 4              | 1986/87, 1990/91-91/92, 1994/95 |
| 299. | Chemik Pustków                    |                                      | 4              | 1976/77-78/79, 1983/84 |
| 299. | Walter Rzeszów                    | Gwardia                              | 4              | 1954-1956, 1969/70 |
| 299. | Czarni Radomsko                   |                                      | 4              | 1966/67-69/70 |
| 299. | Lech Rypin                        |                                      | 4              | 1976/77, 1978/79, 1997/98, 2012/13 |
| 299. | Beskid Skoczów                    |                                      | 4              | 1982/83-84/85, 1997/98 |
| 299. | Karpaty Siepraw                   |                                      | 4              | 1994/95-97/98 |
| 299. | Polonia Środa Wielkopolska        |                                      | 4              | 1993/94-96/97 |
| 299. | Unia Swarzędz                     |                                      | 4              | 1992/93-93/94, 1996/97-97/98 |
| 299. | Warta Śrem                        |                                      | 4              | 1993/94-95/96, 1998/99 |
| 299. | Unia Tczew                        |                                      | 4              | 1969/70, 2002/03-04/05 |
| 299. | Metal Tarnów                      | Stal                                 | 4              | 1955-1956, 1976/77, 1978/79 |
| 299. | Warszawianka Warszawa             |                                      | 4              | 1956, 1966/67-68/69 |
| 299. | Huragan Wołomin                   | Kolejarz                             | 4              | 1953-1956 |
| 299. | PKS Odra Wrocław                  |                                      | 4              | 1972/73, 1976/77-78/79 |
| 299. | Lotnik Wrocław                    |                                      | 4              | 1968/69-71/72 |
| 299. | Góral Żywiec                      |                                      | 4              | 1985/86, 1987/88, 1992/93-93/94 |
| 299. | Ruch Zdzieszowice                 | Unia                                 | 4              | 2010/11-13/14 |
| 299. | Zagłębie II Lubin                 |                                      | 4              | 2006/07, 2022/23-24/25 |
| 299. | Radunia Stężyca                   |                                      | 4              | 2021/22-24/25 |
| 299. | Podbeskidzie Bielsko-Biała        | BBTS Komorowice                      | 4              | 2000/01-01/02, 2024/25-24/25 |
| 351. | Igloopol II Dębica                |                                      | 4+1 wycof.     | 1986/87-90/91 (wycofanie po jesieni, wyniki anulowane) |
| 352. | Sokół Aleksandrów Łódzki          |                                      | 3              | 2007/08-09/10 |
| 352. | Jagiellonia II Białystok          |                                      | 3              | 1990/91,1992/93,1995/96 |
| 352. | Chemik/Zawisza Bydgoszcz          |                                      | 3              | 2001/02-03/04 |
| 352. | MRKS Czechowice-Dziedzice         | Stal, Walcownia                      | 3              | 1953-1955 |
| 352. | Chojnowianka Chojnów              | Włókniarz, Garbarnia                 | 3              | 1953-1955 |
| 352. | VICTORIA Częstochowa              |                                      | 3              | 1977/78, 1979/80, 1982/83 |
| 352. | Raków II Częstochowa              |                                      | 3              | 1995/96-97/98 |
| 352. | Fablok Chrzanów                   | Stal                                 | 3              | 1954, 1971/72, 1997/98 |
| 352. | Orlęta Dęblin                     |                                      | 3              | 1988/89, 1996/97-97/98 |
| 352. | Naprzód Janów                     | Górnik Szopienice                    | 3              | 1954-1956 |
| 352. | Polonia Jastrowie                 |                                      | 3              | 1994/95-95/96, 1997/98 |
| 352. | GKS Katowice                      |                                      | 3              | 2006/07, 2019/20-20/21 |
| 352. | Polonia Kępno                     | Kolejarz                             | 3              | 1954-1956 |
| 352. | Stadion Kielce                    |                                      | 3              | 1987/88, 1989/90-90/91 |
| 352. | Mazur Karczew                     |                                      | 3              | 1969/70, 1996/97-97/98 |
| 352. | Kotwica Kórnik                    |                                      | 3              | 1990/91-92/93 |
| 352. | Cartusia Kartuzy                  |                                      | 3              | 2005/06-07/08 |
| 352. | Gawin Królewska Wola              | Zenit                                | 3              | 2005/06-07/08 |
| 352. | Włókniarz Konstantynów Łódzki     |                                      | 3              | 1998/99-2000/01 |
| 352. | Victoria Koronowo                 |                                      | 3              | 2006/07-08/09 |
| 352. | Łużyce Lubań                      | Spójnia, Sparta                      | 3              | 1953-1955 |
| 352. | Konfeks Legnica                   |                                      | 3              | 1991/92-93/94 (wycofanie po 24. kolejce, wyniki utrzymano) |
| 352. | Limanovia Limanowa                |                                      | 3              | 1984/85, 2013/14-14/15 |
| 352. | Pogoń Łapy                        |                                      | 3              | 1986/87-88/89 |
| 352. | Jagiellonka Nieszawa              |                                      | 3              | 1993/94-95/96 |
| 352. | LKS Niedźwiedź                    |                                      | 3              | 2000/01-02/03 |
| 352. | Odra II Opole                     | Varta/Odra                           | 3              | 1968/69, 1999/2000-2000/01 |
| 352. | Ceramika Opoczno                  | Opocznianka                          | 3              | 1986/87, 1994/95-95/96 |
| 352. | Alit Ożarów                       |                                      | 3              | 1996/97-98/99 |
| 352. | Start Otwock                      |                                      | 3              | 2008/09-10/11 |
| 352. | Lech Poznań                       |                                      | 3              | 1966/67, 1969/70-70/71 |
| 352. | Olimpia Piekary Śląskie           |                                      | 3              | 1995/96-97/98 |
| 352. | Proch Pionki                      | Unia, Pronit                         | 3              | 1955, 1979/80, 1993/94 |
| 352. | Wisła II Płock                    | Petrochemia, Orlen                   | 3              | 1983/84, 1992/93, 2000/01 |
| 352. | Nida Pińczów                      |                                      | 3              | 1997/98, 2002/03, 2008/09 |
| 352. | MKS Przasnysz                     | ZWAR                                 | 3              | 1979/80, 1982/83-83/84 |
| 352. | KS Paradyż                        | Ceramika                             | 3              | 2004/05-06/07 |
| 352. | Slavia Ruda Śląska                |                                      | 3              | 1956, 1967/68, 1971/72 |
| 352. | POGOŃ Nowy Bytom (Ruda Śląska)    | Stal                                 | 3              | 1954-1956 |
| 352. | RAFAKO Racibórz                   | Stal                                 | 3              | 1969/70-70/71, 1976/77 |
| 352. | SIEMIANOWICZANKA Siemianowice Śl. | Stal                                 | 3              | 1954-1956 |
| 352. | Terpol Sieradz                    |                                      | 3              | 1990/91-92/93 |
| 352. | Czarni Szczecin                   |                                      | 3              | 1966/67, 1971/72-72/73 |
| 352. | STAL PZO Warszawa                 |                                      | 3              | 1954-1956 |
| 352. | Unia Wąbrzeźno                    |                                      | 3              | 1966/67, 1987/88, 1990/91 |
| 352. | Przebój Wolbrom                   |                                      | 3              | 2007/08-09/10 |
| 352. | Hetman Włoszczowa                 |                                      | 3              | 1995/96-97/98 |
| 352. | Podhale Nowy Targ                 | Spójnia                              | 3              | 1953, 1977/78, 2025/26 |
| 400. | Podlasie Sokołów Podlaski         | MKS                                  | 3+1 wycof.     | 1992/93, 1994/95,1995/96 (wycofanie po jesieni, wyniki anulowane), 1996/97 |
| 400. | Gwardia Chełm                     | WKS                                  | 3+1 wycof.     | 1954 (wycofana po 2 kolejce, wyniki anulowane), 1955, 1987/88, 1990/91 |
| 402. | Zawisza II Bydgoszcz              |                                      | 2              | 1966/67, 1991/92 |
| 402. | Victoria Bartoszyce               |                                      | 2              | 1967/68, 1996/97 |
| 402. | Bolesław Bukowno                  |                                      | 2              | 1970/71, 1976/77 |
| 402. | Granica Bogatynia                 |                                      | 2              | 1989/90-90/91 |
| 402. | AKS Busko Zdrój                   |                                      | 2              | 2005/06-06/07 |
| 402. | Konstal Chorzów                   |                                      | 2              | 1953-1954 |
| 402. | Ruch Chorzów                      |                                      | 2              | 2018/19, 2021/22 |
| 402. | Piast Człuchów                    | Budowlani                            | 2              | 1953, 1996/97 |
| 402. | LZS Chróścice                     |                                      | 2              | 1953-1954 |
| 402. | Górnik Czerwionka                 |                                      | 2              | 1979/80, 1986/87 |
| 402. | HEKO Czermno                      |                                      | 2              | 2003/04-04/05 |
| 402. | Drawa Drawsko Pomorskie           |                                      | 2              | 1956, 1977/78 |
| 402. | TOR Dobrzeń Wielki                |                                      | 2              | 2004/05, 2006/07 |
| 402. | Concordia Elbląg                  |                                      | 2              | 2012/13-13/14 |
| 402. | Sparta Gliwice                    |                                      | 2              | 1955-1956 |
| 402. | Lechia II Gdańsk                  |                                      | 2              | 1993/94-94/95 |
| 402. | Arka II Gdynia                    |                                      | 2              | 1978/79-79/80 |
| 402. | Bałtyk II Gdynia                  |                                      | 2              | 1991/92-92/93 |
| 402. | Polonia Głubczyce                 |                                      | 2              | 1982/83, 1985/86 |
| 402. | Mamry Giżycko                     | Stal                                 | 2              | 1983/84, 1991/92 |
| 402. | Wilga Garwolin                    |                                      | 2              | 1987/88, 1997/98 |
| 402. | LKS Gomunice                      | Stasiak                              | 2              | 1996/97 (po rundzie jesiennej fuzja Cefolu Wojciechów ze Stasiakiem), 2001/02 |
| 402. | Nadwiślan Góra                    |                                      | 2              | 2014/15-15/16 |
| 402. | Stolem Gniewino                   |                                      | 2              | 1996/97-97/98 |
| 402. | Szczakowianka Jaworzno            |                                      | 2              | 2000/01, 2006/07 |
| 402. | Naprzód Jędrzejów                 |                                      | 2              | 1978/79, 2007/08 |
| 402. | Victoria Jarocin                  |                                      | 2              | 1976/77-77/78 |
| 402. | Stal Jezierzyce                   | Vipera Stal                          | 2              | 1991/92, 1995/96 |
| 402. | Sparta Katowice                   | Spójnja                              | 2              | 1953-1954 |
| 402. | Unia Kraków                       |                                      | 2              | 1953-1954 |
| 402. | WANDA Kraków                      | Budowlani                            | 2              | 1955-1956 |
| 402. | Bałtyk Koszalin                   |                                      | 2              | 1972/73, 1978/79 |
| 402. | Granica Kętrzyn                   |                                      | 2              | 1999/2000-2000/01 |
| 402. | Agrokompleks Kętrzyn              |                                      | 2              | 1977/78, 1979/80 |
| 402. | Górnik Kłodawa                    |                                      | 2              | 1996/97-97/98 |
| 402. | Kolbuszowianka Kolbuszowa         |                                      | 2              | 1995/96, 1997/98 |
| 402. | NAPRZÓD Lipiny (Świętochłowice)   | Stal                                 | 2              | 1953-1954 |
| 402. | BUDOWLANI Lublin                  |                                      | 2              | 1953, 1979/80 |
| 402. | Widzew II Łódź                    |                                      | 2              | 1992/93-93/94 |
| 402. | KS Myszków                        | Krisbut, MKS                         | 2              | 1993/94, 2002/03 |
| 402. | Huragan Morąg                     |                                      | 2              | 1983/84, 1984/85 |
| 402. | Marcovia Marki                    |                                      | 2              | 1994/95-95/96 |
| 402. | Start Nowy Sącz                   |                                      | 2              | 1983/84, 1985/86 |
| 402. | Czarni Nakło nad Notecią          | Stal                                 | 2              | 1953, 1997/98 |
| 402. | Stal Nysa                         |                                      | 2              | 1977/78, 1979/80 |
| 402. | Start Namysłów                    | Varta/Start                          | 2              | 1993/94-94/95 |
| 402. | GWARDIA Opole                     |                                      | 2              | 1953-1954 |
| 402. | Victoria Ostrzeszów               |                                      | 2              | 1990/91-91/92 |
| 402. | Błękitni Orneta                   |                                      | 2              | 1994/95, 1998/99 |
| 402. | Admira Poznań                     | Admira-Teletra                       | 2              | 1977/78, 1979/80 |
| 402. | PTC Pabianice                     |                                      | 2              | 1955-1956 |
| 402. | Zjednoczeni Przytoczna            |                                      | 2              | 1990/91-91/92 |
| 402. | Kasztelan Papowo Biskupie         |                                      | 2              | 1996/97-97/98 |
| 402. | Nadnarwianka Pułtusk              |                                      | 2              | 2006/07-07/08 |
| 402. | Radomiak II Radom                 |                                      | 2              | 1983/84, 1984/85 |
| 402. | Wełna Rogoźno                     |                                      | 2              | 1979/80, 1982/83 |
| 402. | Orlęta Radzyń Podlaski            |                                      | 2              | 2006/07-07/08 |
| 402. | Gwardia Słupsk                    |                                      | 2              | 1953-1954 |
| 402. | Hutnik Szczecin                   |                                      | 2              | 1992/93, 1996/97 |
| 402. | Stal II Stalowa Wola              |                                      | 2              | 1982/83, 1985/86 |
| 402. | Włókniarz Starogard Gdański       |                                      | 2              | 1968/69, 1976/77 |
| 402. | Victoria Sianów                   | Tur/Victoria                         | 2              | 1967/68, 1992/93 |
| 402. | Skawinka Skawina                  |                                      | 2              | 1978/79, 2002/03 |
| 402. | Meprozet Stare Kurowo             |                                      | 2              | 1990/91-91/92 |
| 402. | Hutnik Trzebinia                  |                                      | 2              | 1966/67-67/68 |
| 402. | FARMACJA Tarchomin (Warszawa)     |                                      | 2              | 1976/77-77/78 |
| 402. | Rega Trzebiatów                   |                                      | 2              | 2006/07-07/08 |
| 402. | Siarka II Tarnobrzeg              |                                      | 2              | 1991/92-92/93 |
| 402. | Skra Warszawa                     | Budowlani                            | 2              | 1953-1954 |
| 402. | Marymont Warszawa                 | Spójnia                              | 2              | 1954, 1976/77 |
| 402. | Olimpia Warszawa                  |                                      | 2              | 1996/97-97/98 |
| 402. | Inkopax Wrocław                   |                                      | 2              | 2000/01-01/02 |
| 402. | KP Wałbrzych                      |                                      | 2              | 1994/95-95/96 |
| 402. | Górnik Wesoła                     |                                      | 2              | 1969/70-70/71 |
| 402. | Victoria Września                 | Zjednoczeni                          | 2              | 1990/91-91/92 |
| 402. | Amica Wronki                      |                                      | 2              | 1993/94, 2006/07 |
| 402. | MOSiR Stal Zabrze                 |                                      | 2              | 1954-1955 |
| 402. | Warta Zawiercie                   |                                      | 2              | 1999/00-2000/01 |
| 402. | Włókniarz Zgierz                  |                                      | 2              | 1955-1956 |
| 402. | Górnik Złotoryja                  |                                      | 2              | 1992/93-93/94 |
| 402. | Kmita Zabierzów                   |                                      | 2              | 2004/05-05/06 |
| 402. | KS Żórawina                       | Wedan                                | 2              | 1996/97-97/98 |
| 402. | Turów Zgorzelec                   |                                      | 2              | 1966/67-67/68 |
| 402. | Pogoń Grodzisk Mazowiecki         |                                      | 2              | 2021/22, 2024/25 |
| 402. | Rekord Bielsko-Biała              |                                      | 2              | 2024/25-25/26 |
| 487. | RKS Radomsko                      |                                      | 2+1 wycof.     | 1993/94-94/95, 2005/06 (wycofanie po 8 kolejkach, anulowane wyniki) |
| 488. | Stal Bobrek Bytom                 | Karb                                 | 1              | 1953 |
| 488. | Polonia/Szombierki II Bytom       |                                      | 1              | 1997/98 |
| 488. | Sarmacja Będzin                   |                                      | 1              | 1977/78 |
| 488. | Jurand Bemowo Piskie              |                                      | 1              | 1966/67 |
| 488. | Błonianka Błonie                  | RKS                                  | 1              | 1977/78 |
| 488. | Mechanik Bobolice                 |                                      | 1              | 1990/91 |
| 488. | GKS II Bełchatów                  |                                      | 1              | 1999/00 |
| 488. | Łysica Bodzentyn                  |                                      | 1              | 1993/94 |
| 488. | LKS Białaczów                     | Ceramika-Kopaniny                    | 1              | 1997/98 |
| 488. | Tęcza Biskupiec                   |                                      | 1              | 1997/98 |
| 488. | Chorzowianka Chorzów              |                                      | 1              | 1976/77 |
| 488. | GWKS Częstochowa                  |                                      | 1              | 1953 |
| 488. | Skra Czarna Białostocka           |                                      | 1              | 1968/69 |
| 488. | Piast Choszczno                   | Grunwald                             | 1              | 1976/77 |
| 488. | Noteć Czarnków                    |                                      | 1              | 1976/77 |
| 488. | CUKROWNIK Chybie                  |                                      | 1              | 1984/85 |
| 488. | MKS Ciechanów                     | Mazovia                              | 1              | 1987/88 |
| 488. | Lech Czaplinek                    |                                      | 1              | 1991/92 |
| 488. | Piast Czerwieńsk                  |                                      | 1              | 1997/98 |
| 488. | Swornica Czarnowąsy               |                                      | 1              | 2003/04 |
| 488. | Start Chorzów                     |                                      | 1              | 1956 |
| 488. | Czarni Dęblin                     |                                      | 1              | 1997/98 |
| 488. | Powiśle Dzierzgoń                 |                                      | 1              | 1993/94 |
| 488. | DKS Dobre Miasto                  | Warfama                              | 1              | 1978/79 |
| 488. | Comindex Damnica                  |                                      | 1              | 1990/91 |
| 488. | Pasjonat Dankowice                |                                      | 1              | 1996/97 |
| 488. | Spartakus Daleszyce               |                                      | 1              | 1998/99 |
| 488. | KS Ełk                            |                                      | 1              | 1953 |
| 488. | AZS Gdańsk                        |                                      | 1              | 1956 |
| 488. | Lechia/Polonia Gdańsk             |                                      | 1              | 2001/02 |
| 488. | Lechia/Polonia II Gdańsk          |                                      | 1              | 1998/99 |
| 488. | Sparta Gdynia                     |                                      | 1              | 1955 |
| 488. | Orkan Gdynia                      |                                      | 1              | 1987/88 |
| 488. | Stilon II Gorzów Wlkp.            |                                      | 1              | 1991/92 |
| 488. | LZS Grapice                       |                                      | 1              | 1956 |
| 488. | DYSKOBOLIA Grodzisk Wlkp.         |                                      | 1              | 1995/96 |
| 488. | DYSKOBOLIA II Grodzisk Wlkp.      | Grom/Groclin                         | 1              | 1997/98 |
| 488. | Rominta Gołdap                    |                                      | 1              | 1982/83 |
| 488. | Górnik 20 Katowice                |                                      | 1              | 1953 |
| 488. | Kolejarz 24 Katowice              |                                      | 1              | 1956 |
| 488. | Baildon Katowice                  |                                      | 1              | 1956 |
| 488. | LKS Czyżyny Kraków                |                                      | 1              | 1955 |
| 488. | Bronowiczanka Kraków              | Start OZC                            | 1              | 1955 |
| 488. | Dębnicki Kraków                   | Sparta Dębniki                       | 1              | 1956 |
| 488. | Clepardia Kraków                  |                                      | 1              | 1986/87 |
| 488. | Cracovia II                       |                                      | 1              | 1983/84 |
| 488. | Lignomat-Polonia Kępno            |                                      | 1              | 2000/01 (w przerwie zimowej połączenie Lignomatu Jankowy i Polonii Kępno) |
| 488. | Nysa Kłodzko                      |                                      | 1              | 1956 |
| 488. | Olimpia Kamienna Góra             | Włókniarz                            | 1              | 1956 |
| 488. | Korona II Kielce                  |                                      | 1              | 2006/07 |
| 488. | Sparta Kazimierza Wielka          |                                      | 1              | 1956 |
| 488. | LZS Karlino                       |                                      | 1              | 1955 |
| 488. | UNIA Kunice (Żary)                |                                      | 1              | 2007/08 |
| 488. | Neptun Końskie                    |                                      | 1              | 1979/80 |
| 488. | Górnk II Konin                    | Aluminium                            | 1              | 1999/00 |
| 488. | Start Krasnystaw                  |                                      | 1              | 1983/84 |
| 488. | Orzeł Kolno                       |                                      | 1              | 2007/08 |
| 488. | Hejnał Kęty                       |                                      | 1              | 1992/93 |
| 488. | Odra Koźle                        | Sparta                               | 1              | 1956 |
| 488. | Kalwarianka Kalwaria Zebrzydowska |                                      | 1              | 1995/96 |
| 488. | Bystrzyca Kąty Wrocławskie        | Motobi                               | 1              | 2004/05 |
| 488. | Ogniwo Lublin                     |                                      | 2              | 1953-1954 |
| 488. | Polonia Lidzbark Warmiński        |                                      | 1              | 2001/02 |
| 488. | Budowlani Lubsko                  |                                      | 1              | 1979/80 |
| 488. | Powiślanka Lipsko                 |                                      | 1              | 1986/87 |
| 488. | Gwardia Łódź                      |                                      | 1              | 1953 |
| 488. | ZPW 9 Maja Łódź                   |                                      | 1              | 1955 |
| 488. | Społem Łódź                       | Sparta                               | 1              | 1955 |
| 488. | ŁKS Łódź                          |                                      | 1              | 2017/18 |
| 488. | ChKS Łódź                         |                                      | 1              | 1979/80 |
| 488. | UKS SMS Łódź                      |                                      | 1              | 2007/08 |
| 488. | Stal Łańcut                       | Czuwaj                               | 1              | 1993/94 |
| 488. | Górnik Łęczyca                    |                                      | 1              | 2005/06 |
| 488. | Światowid Łobez                   |                                      | 1              | 1991/92 |
| 488. | Silesia Miechowice (Bytom)        | Górnik                               | 1              | 1955 |
| 488. | AKS Mikołów                       | Stal                                 | 1              | 1956 |
| 488. | Jedwabnik Milanówek               | Włókniarz                            | 1              | 1956 |
| 488. | KS 1920 Mosina                    | Sparta                               | 1              | 1956 |
| 488. | Osadnik Myślibórz                 |                                      | 1              | 1956 |
| 488. | Fala Międzyzdroje                 | Leśnik                               | 1              | 1997/98 |
| 488. | Polonia Nysa                      | Ogniwo                               | 1              | 1953 |
| 488. | KS Nysa                           |                                      | 1              | 1966/67 |
| 488. | Piast II Nowa Ruda                |                                      | 1              | 1987/88 |
| 488. | GLKS Nadarzyn                     |                                      | 1              | 2010/11 |
| 488. | MKS Nowe Miasteczko               | Meblarz                              | 1              | 1991/92 |
| 488. | Pilica Nowe Miasto                |                                      | 1              | 1992/93 |
| 488. | Varta/Odra Namysłów               |                                      | 1              | 1998/99 |
| 488. | Bruk-Bet Termalica Nieciecza      | LKS                                  | 1              | 2009/10 |
| 488. | KS Olsztyn                        |                                      | 1              | 1953 |
| 488. | Warmia/Stomil II Olsztyn          |                                      | 1              | 1998/99 |
| 488. | Stal Ostrów Wielkopolski          |                                      | 1              | 1976/77 |
| 488. | Olimpia Olsztynek                 |                                      | 1              | 1993/94 |
| 488. | Bzura Ozorków                     |                                      | 1              | 1988/89 |
| 488. | Czarni Otmuchów                   |                                      | 1              | 1993/94 |
| 488. | Ogniwo Poznań                     |                                      | 1              | 1953 |
| 488. | Przemysław Poznań                 |                                      | 1              | 1970/71 |
| 488. | Polonia Piekary Śląskie           |                                      | 1              | 1956 |
| 488. | Polam Piła                        |                                      | 1              | 1990/91 |
| 488. | Pogoń Połczyn Zdrój               |                                      | 1              | 1996/97 |
| 488. | Tęcza 34 Płońsk                   | Hortex                               | 1              | 1977/78 |
| 488. | Zjednoczeni Pudliszki             |                                      | 1              | 1982/83 |
| 488. | Notecianka Pakość                 |                                      | 1              | 1986/87 |
| 488. | Huragan Pobiedziska               |                                      | 1              | 2000/01 |
| 488. | Prochowiczanka Prochowice         |                                      | 1              | 1997/98 |
| 488. | Wierzyca Pelplin                  |                                      | 1              | 2007/08 |
| 488. | Zagłębie Piechcin                 |                                      | 1              | 1996/97 |
| 488. | GWKS Rzeszów                      | KS                                   | 1              | 1953 |
| 488. | Bieszczady Rzeszów                |                                      | 1              | 1966/67 |
| 488. | Stal II Rzeszów                   |                                      | 1              | 1988/89 |
| 488. | Kolejarz Rawicz                   |                                      | 1              | 1956 |
| 488. | Błękitni Raciąż                   |                                      | 1              | 1976/77 |
| 488. | Górnik Sosnowiec                  |                                      | 1              | 1966/67 |
| 488. | Orlicz Suchedniów                 | LZS                                  | 1              | 1953 |
| 488. | Lechia Szczecinek                 |                                      | 1              | 1966/67 |
| 488. | Motor Siemianowice Śląskie        |                                      | 1              | 1956 |
| 488. | Wisła Sandomierz                  |                                      | 1              | 1992/93 |
| 488. | Górnik Słupiec                    |                                      | 1              | 1969/70 |
| 488. | Lechia Sędziszów Małopolski       |                                      | 1              | 1977/78 |
| 488. | Widok Skierniewice                |                                      | 1              | 1996/97 |
| 488. | KS Sławięcice (Kędzierzyn-Koźle)  |                                      | 1              | 2001/02 |
| 488. | Orkan Sochaczew                   |                                      | 1              | 1994/95 |
| 488. | Pogoń Świerzawa                   |                                      | 1              | 1995/96 |
| 488. | Pogoń Słupca                      |                                      | 1              | 1997/98 |
| 488. | Strzelinianka Strzelin            |                                      | 1              | 1995/96 |
| 488. | Szydłowianka Szydłowiec           |                                      | 1              | 1998/99 |
| 488. | Gryf Toruń                        |                                      | 1              | 1968/69 |
| 488. | Unia II Tarnów                    |                                      | 1              | 1995/96 |
| 488. | Błękitni Tarnów                   |                                      | 1              | 1979/80 |
| 488. | KS Tymbark                        | Harnaś                               | 1              | 1994/95 |
| 488. | Wieliczanka Wieliczka             | Kolejarz                             | 1              | 1953 |
| 488. | Świt Warszawa                     | Ogniwo                               | 1              | 1954 |
| 488. | Gwardia II Warszawa               |                                      | 1              | 1982/83 |
| 488. | Ślęza II Wrocław                  |                                      | 1              | 1987/88 |
| 488. | Gwardia Wrocław                   |                                      | 1              | 1967/68 |
| 488. | Polonia Wrocław                   |                                      | 1              | 1993/94 |
| 488. | Parasol/Śląsk II Wrocław          |                                      | 1              | 1996/97 |
| 488. | Wawel Wirek (Ruda Śląska)         | Górnik                               | 1              | 1955 |
| 488. | Zagłębie Wałbrzych                |                                      | 1              | 1986/87 |
| 488. | Górnik II Wałbrzych               |                                      | 1              | 1985/86 |
| 488. | Czarni Witnica                    |                                      | 1              | 1997/98 |
| 488. | Marko Walichnowy                  |                                      | 1              | 1997/98 |
| 488. | Górnik Zabrze                     |                                      | 1              | 1953 |
| 488. | Górnik II Zabrze                  |                                      | 1              | 1992/93 |
| 488. | Czarni Żywiec                     | Unia                                 | 1              | 1956 |
| 488. | Gwardia Zielona Góra              |                                      | 1              | 1955 |
| 488. | UKP Zielona Góra                  |                                      | 1              | 2013/14 |
| 488. | Technik Zamość                    | KS                                   | 1              | 1953 |
| 488. | Hetman II Zamość                  |                                      | 1              | 1996/97 |
| 488. | Sęp Żelechów                      |                                      | 1              | 1982/83 |
| 488. | Nysa Zgorzelec                    |                                      | 1              | 2002/03 |
| 488. | Wkra Żuromin                      |                                      | 1              | 1997/98 |
| 488. | Zjednoczeni Żarów                 |                                      | 1              | 1993/94 |
| 488. | Zadrzew Zawadówka                 |                                      | 1              | 1994/95 |
| 488. | Wieczysta Kraków                  |                                      | 1              | 2024/25 |
| 488. | Sokół Kleczew                     |                                      | 1              | 2025/26 |
| 643. | MOSiR Żuraw Gdańsk                |                                      | 1+1 wycof.     | 1986/87, 1987/88 (po 2. kolejce połączył się z Gedanią Gdańsk, wyniki anulowano), Gedania zajęła jego miejsce w lidze                                                                             |
| 643. | Spółdzielca Morszków              |                                      | 1+1 wycof.     | 1993/94,1994/95 (wycofanie po jesieni, wyniki anulowane) |
| 643. | Sokół Pniewy                      |                                      | 1+1 wycof.     | 1991/92, 1996/97 (po rozegraniu 10 kolejek decyzją Najwyższej Komisji Odwoławczej PZPN został zdegradowany do IV ligi, wyniki anulowano)                                                          |
| 643. | Orzeł/Jagiellonia Tuszyn          |                                      | 1+1 wycof.     | 1996/97, 1997/98 (wycofanie po 9. kolejce, wyniki anulowane) |
| 643. | WKP Włocławek                     | Jagiellonka/Włocłavia, Kujawy        | 1+1 wycof.     | 1996/97, 1998/99 (wycofanie po 6. kolejce, wyniki anulowane) |
| 643. | Zorza Dobrzany                    |                                      | 1 wycof.       | 2003/04 (wycofana po jesieni, wyniki anulowane) |
| 643. | Stal Rybnik                       |                                      | 1 wycof.       | 1953 (wycofanie po 23. kolejce, wyniki anulowane) |
| 643. | Igloopol Straszęcin               |                                      | 1 wycof.       | 1991/92 (wycofanie po jesieni, wyniki anulowane) |
| 651. | SMS Sport Contact Wrocław         |                                      | 0              | 1997/98 (wyniki niewliczone do tabeli) |

## Prawa transmisyjne
W sezonie 2018/19 kilka wybranych meczów rozgrywek transmitowanych było za pośrednictwem TVP3 oraz na stronie internetowej sport.tvp.pl i aplikacji mobilnej TVP Sport.
Od sezonu 2019/2020 do końca sezonu 2021/2022  na antenie TVP Sport nadawany był na żywo jeden niedzielny mecz rozgrywany o godzinie 13:00. W lipcu 2022 prawa transmisyjne do pokazywania wszystkich meczów eWinner 2.ligi nabyła platforma internetowa WP Pilot, która na czas rozgrywania spotkań uruchamia specjalne kanały do streamingu. Umowa między spółką Wirtualna Polska Media SA a Polskim Związkiem Piłki Nożnej została zawarta na dwa lata i obowiązuje do końca sezonu 2023/2024. Spotkania ligi są dostępne odpłatnie w usłudze w WP Pilot wraz z szeregiem dodatkowych kanałów, m.in. w pakietach: trzydniowym (jedna kolejka), miesięcznym i rocznym. Dzięki usłudze można także oglądać w całości archiwalne spotkania z aktualnie trwających rozgrywek w bibliotece VOD. Od sezonu 2022/2023 do końca sezonu 2023/2024 dzięki umowie sublicencyjnej z WP Pilot, Telewizja Polska może na antenie kanału TVP Sport oraz drogą internetową za pośrednictwem bezpłatnej aplikacji mobilnej stacji, jak i strony sport.tvp.pl/, emitować na żywo jeden mecz w każdej kolejce, dowolnie wybrany przez swoją redakcję sportową. Po bezpośredniej transmisji mecz ten trafia w całości i w formie kilkuminutowego skrótu do biblioteki VOD o nazwie Retransmisje.
Skróty meczów można oglądać też poza WP Pilot na kanale Łączy nas piłka TV w serwisie YouTube. Są one tam dostępne w formie magazynu podsumowującego całą jedną kolejkę ligową. Odcinki trwają od 15 do maksymalnie 20 minut.

## Lista sezonów
Wytłuszczenie oznacza awans klubu do I ligi, a kursywa - występ w barażu o awans; jeśli klub w wyniku barażu awansował, również oznaczone to jest wytłuszczeniem.
| Sezon     | Grupa  | 1. miejsce                   | 2. miejsce                | 3. miejsce                                                                           | 4. miejsce                                                                           | Król strzelców |
| --------- | ------ | ---------------------------- | ------------------------- | ------------------------------------------------------------------------------------ | ------------------------------------------------------------------------------------ | --- |
| 2008/2009 | 18 (Z) | MKS Kluczbork                | Pogoń Szczecin            | Ślęza Wrocław                                                                        | Nielba Wągrowiec                                                                     | Tomasz Mikołajczak (Nielba Wągrowiec) - 18                                                                                |
| 2008/2009 | 18 (W) | KSZO Ostrowiec Świętokrzyski | Sandecja Nowy Sącz        | Start Otwock                                                                         | Stomil Olsztyn                                                                       | Piotr Grzelczak (Pelikan Łowicz) - 18                                                                                     |
| 2009/2010 | 18 (Z) | Ruch Radzionków              | Górnik Polkowice          | Zagłębie Sosnowiec                                                                   | Zawisza Bydgoszcz                                                                    | Rafał Leśniewski (Nielba Wągrowiec) - 22                                                                                  |
| 2009/2010 | 18 (W) | Bruk-Bet Termalica Nieciecza | Kolejarz Stróże           | Resovia                                                                              | Okocimski KS Brzesko                                                                 | Sebastian Hajduk (Resovia Rzeszów) - 18                                                                                   |
| 2010/2011 | 18 (Z) | Olimpia Grudziądz            | Zawisza Bydgoszcz         | GKS Tychy                                                                            | Miedź Legnica                                                                        | Rafał Leśniewski (Nielba Wągrowiec) - 15 Piotr Ruszkul (Olimpia Grudziądz) - 15 Przemysław Sulej (Olimpia Grudziądz) - 15 |
| 2010/2011 | 18 (W) | Olimpia Elbląg               | Wisła Płock               | Świt Nowy Dwór Mazowiecki                                                            | Okocimski KS Brzesko                                                                 | Wojciech Fabianowski (Stal Rzeszów) - 18 Grażvydas Mikulenas ( Wigry Suwałki) - 18                                        |
| 2011/2012 | 18 (Z) | Miedź Legnica                | GKS Tychy                 | Bytovia Bytów                                                                        | Jarota Jarocin                                                                       | Rafał Jankowski (Zagłębie Sosnowiec) - 19                                                                                 |
| 2011/2012 | 16 (W) | Okocimski KS Brzesko         | Stomil Olsztyn            | Puszcza Niepołomice                                                                  | Znicz Pruszków                                                                       | Ihor Mihałewski (Motor Lublin) - 15                                                                                       |
| 2012/2013 | 18 (Z) | ROW 1964 Rybnik              | Chojniczanka Chojnice     | Bytovia Bytów                                                                        | Zagłębie Sosnowiec                                                                   | Szymon Skrzypczak (KS Polkowice) - 21                                                                                     |
| 2012/2013 | 18 (W) | Wisła Płock                  | Puszcza Niepołomice       | Pelikan Łowicz                                                                       | Resovia                                                                              | Mateusz Broź (Garbarnia Kraków) - 18                                                                                      |
| 2013/2014 | 18 (Z) | Chrobry Głogów               | Bytovia Bytów             | Zagłębie Sosnowiec                                                                   | Błękitni Stargard                                                                    | Wojciech Okińczyc (UKP Zielona Góra) - 19                                                                                 |
| 2013/2014 | 18 (W) | Wigry Suwałki                | Pogoń Siedlce             | Siarka Tarnobrzeg                                                                    | Legionovia Legionowo                                                                 | Adrian Paluchowski (Znicz Pruszków) - 22 Maciej Tataj (Motor Lublin) - 22                                                 |
| 2014/2015 | 18     | MKS Kluczbork                | Zagłębie Sosnowiec        | Rozwój Katowice                                                                      | Raków Częstochowa                                                                    | Łukasz Sekulski (Stal Stalowa Wola) - 30                                                                                  |
| 2015/2016 | 18     | Stal Mielec                  | Znicz Pruszków            | GKS Tychy                                                                            | Wisła Puławy                                                                         | Łukasz Grzeszczyk (GKS Tychy) - 16                                                                                        |
| 2016/2017 | 18     | Raków Częstochowa            | Odra Opole                | Puszcza Niepołomice                                                                  | Radomiak Radom                                                                       | Łukasz Pietroń (Olimpia Elbląg) - 16                                                                                      |
| 2017/2018 | 18     | GKS 1962 Jastrzębie          | ŁKS Łódź                  | Warta Poznań                                                                         | Garbarnia Kraków                                                                     | Leandro Rossi Pereira (Radomiak Radom) - 19                                                                               |
| 2018/2019 | 18     | Radomiak Radom               | Olimpia Grudziądz         | GKS Bełchatów                                                                        | Elana Toruń                                                                          | Leandro Rossi Pereira (Radomiak Radom) - 16                                                                               |
| 2019/2020 | 18     | Górnik Łęczna                | Widzew Łódź               | 3. GKS Katowice, 4. Bytovia Bytów, 5. Resovia, 6. Stal Rzeszów                       | 3. GKS Katowice, 4. Bytovia Bytów, 5. Resovia, 6. Stal Rzeszów                       | Michał Bednarski (Górnik Polkowice) - 24                                                                                  |
| 2020/2021 | 19     | Górnik Polkowice             | GKS Katowice              | 3. Chojniczanka Chojnice, 4. Wigry Suwałki, 5. KKS 1925 Kalisz, 6. Skra Częstochowa  | 3. Chojniczanka Chojnice, 4. Wigry Suwałki, 5. KKS 1925 Kalisz, 6. Skra Częstochowa  | Kamil Wojtyra (Skra Częstochowa) - 24                                                                                     |
| 2021/2022 | 18     | Stal Rzeszów                 | Chojniczanka Chojnice     | 3. Ruch Chorzów, 4. Wigry Suwałki, 5. Motor Lublin, 6. Radunia Stężyca               | 3. Ruch Chorzów, 4. Wigry Suwałki, 5. Motor Lublin, 6. Radunia Stężyca               | Michał Fidziukiewicz (Motor Lublin) - 19                                                                                  |
| 2022/2023 | 18     | Polonia Warszawa             | Znicz Pruszków            | 3. Kotwica Kołobrzeg, 4. Stomil Olsztyn, 5. Wisła Puławy, 6. Motor Lublin            | 3. Kotwica Kołobrzeg, 4. Stomil Olsztyn, 5. Wisła Puławy, 6. Motor Lublin            | Maciej Firlej (Znicz Pruszków) - 21                                                                                       |
| 2023/2024 | 18     | Pogoń Siedlce                | Kotwica Kołobrzeg         | 3. KKS 1925 Kalisz, 4. Stal Stalowa Wola, 5. Chojniczanka Chojnice, 6. Polonia Bytom | 3. KKS 1925 Kalisz, 4. Stal Stalowa Wola, 5. Chojniczanka Chojnice, 6. Polonia Bytom | Jonathan Junior (Kotwica Kołobrzeg) - 23                                                                                  |
| 2024/2025 | 18     | Polonia Bytom                | Pogoń Grodzisk Mazowiecki | 3. Wieczysta Kraków, 4. Chojniczanka Chojnice, 5. Świt Szczecin, 6. KKS 1925 Kalisz  | 3. Wieczysta Kraków, 4. Chojniczanka Chojnice, 5. Świt Szczecin, 6. KKS 1925 Kalisz  | |